# Halberstadt

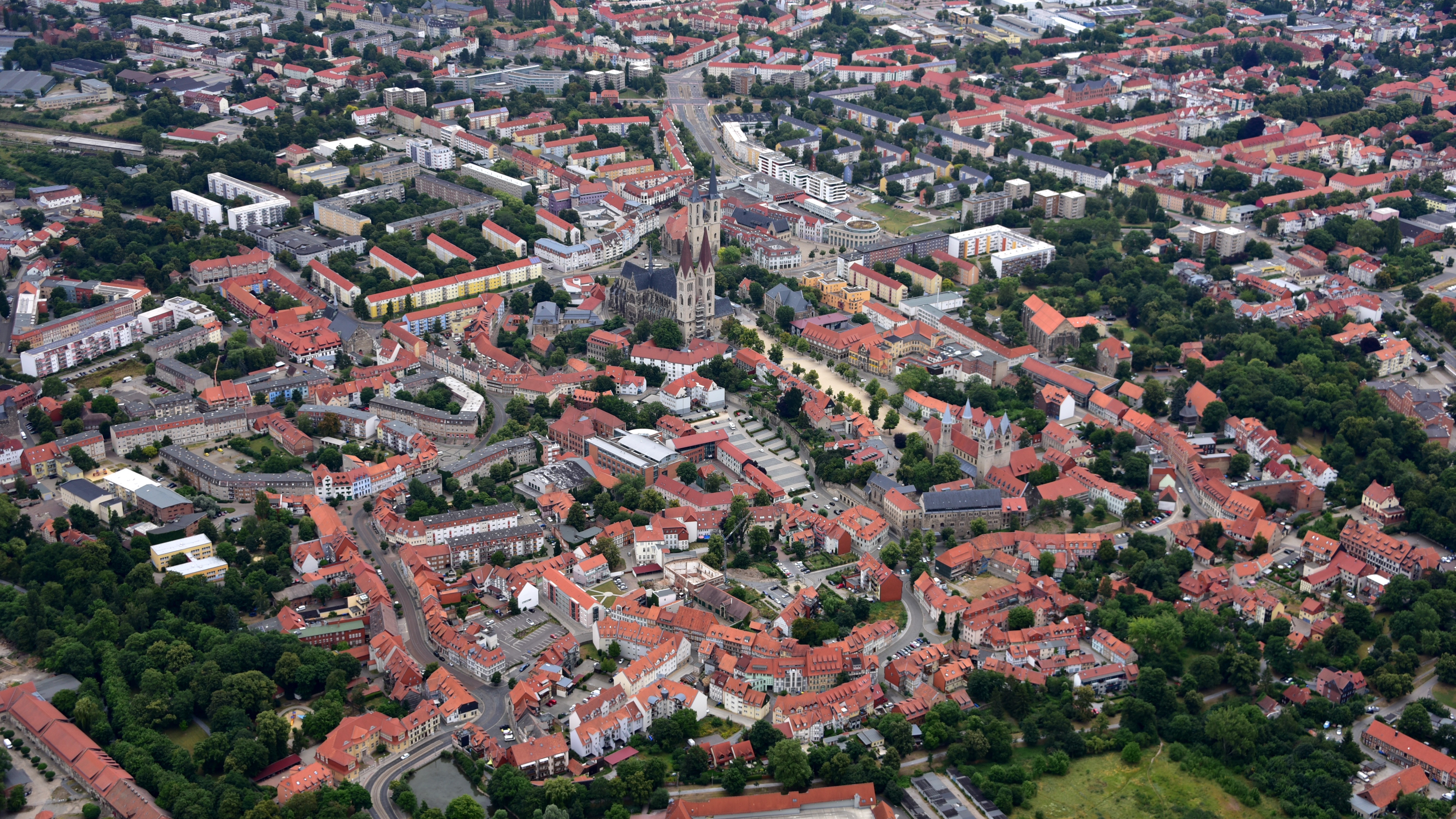
Luftaufnahme von Halberstadt (2019)

Aktuelles Logo der Stadt Halberstadt

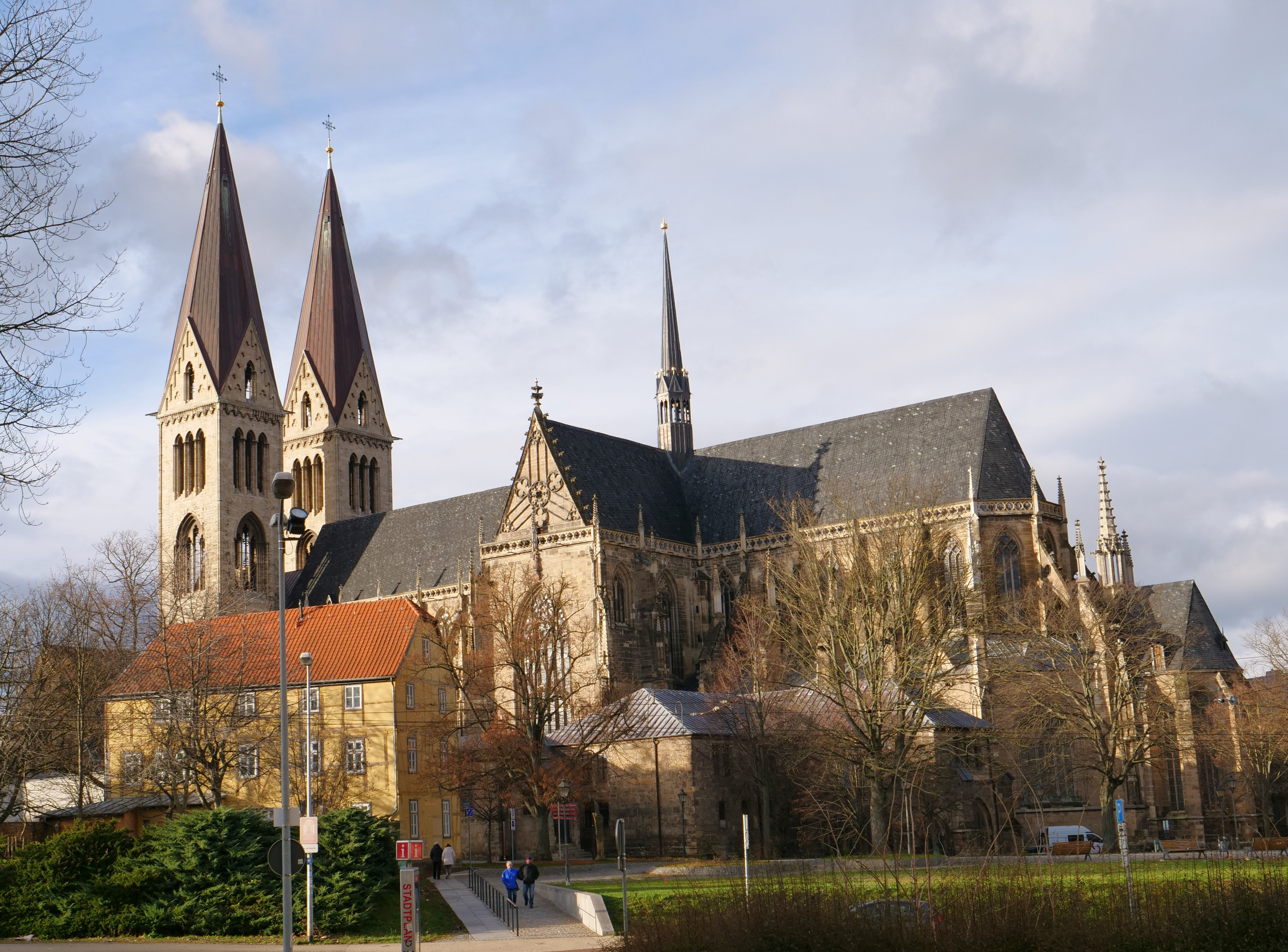
Dom zu Halberstadt

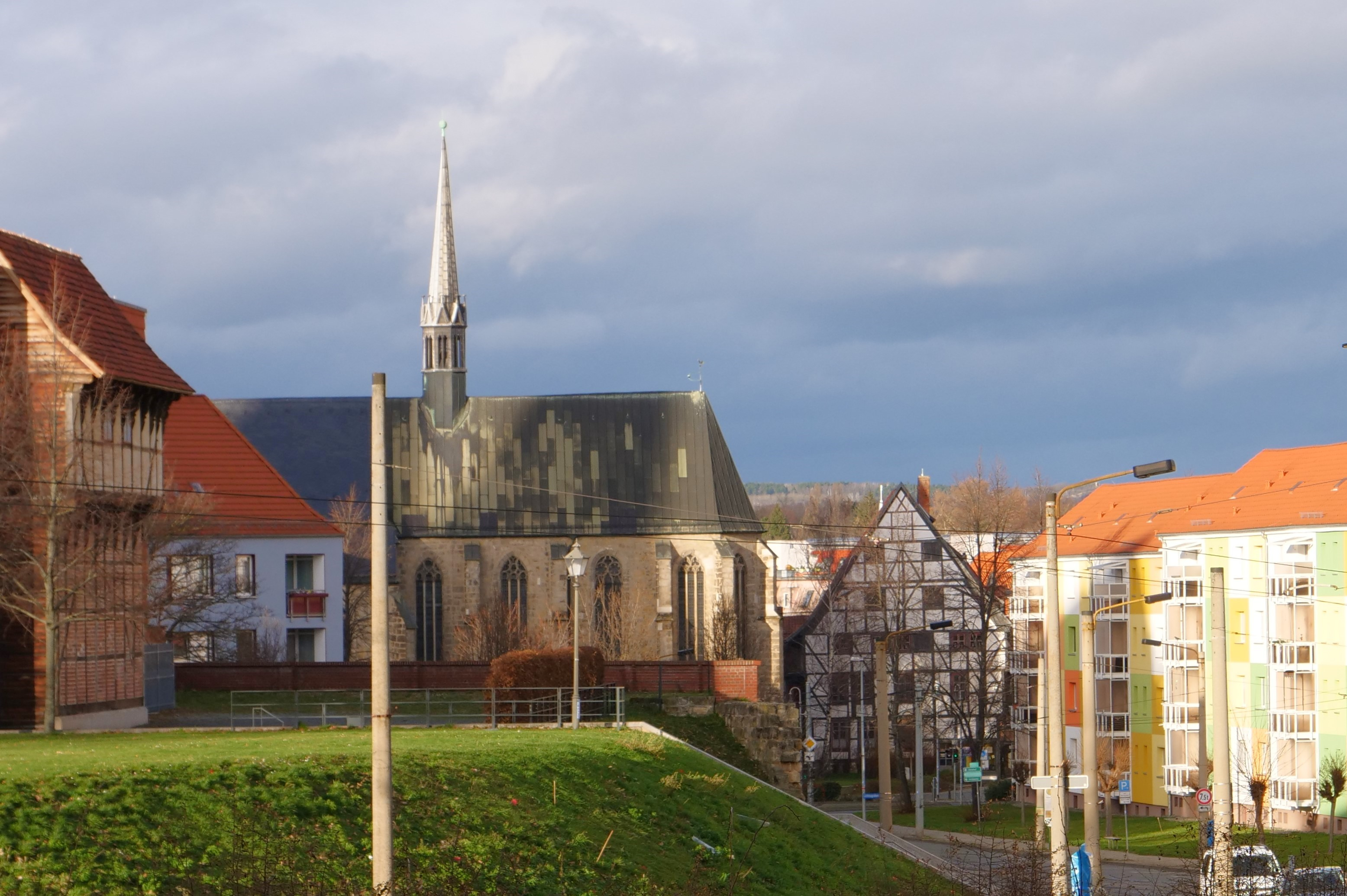
Stadtimpression mit St. Katharinen

Halberstadt (plattdeutsch Halwerstidde) ist eine Kreisstadt des Landkreises Harz in Sachsen-Anhalt mit knapp 38.000 Einwohnern. Die Industriestadt an der Holtemme im nördlichen Harzvorland ist ein überregionaler Eisenbahnknoten. Die Stadt liegt an den Bundesstraßen B 79, B 81 sowie der B 245.
Aufgrund des Zusammentreffens mehrerer historischer Fernstraßen aus dem Westen von Goslar und Wolfenbüttel, im Norden von Magdeburg und im Osten von Halle (Saale) und Leipzig und Süden Nordhausen und einem Fächer von Straßen zu den Harzer Orten Thale, Quedlinburg, Blankenburg und Wernigerode wird sie auch Tor zum Harz genannt.
Die Stadt war vom 9. Jahrhundert bis zum Jahr 1648 Sitz des Halberstädter Bischofs. Überregional bekannt ist Halberstadt für seinen bischöflichen Dom im Stil der französischen Gotik und die Martinikirche sowie für die Halberstädter Würstchen.
Im 18. Jahrhundert umfasste die örtliche jüdische Gemeinde etwa ein Zehntel der Stadtbevölkerung, womit sie eine der größten und bedeutendsten in Mitteldeutschland war und neben Frankfurt am Main bis ins 20. Jahrhundert ein Zentrum der jüdischen Orthodoxie in Deutschland bildete.
Die Innenstadt Halberstadts wurde am 8. April 1945 durch einen Luftangriff zu mehr als 80 Prozent zerstört. Während der DDR-Zeit war das Interesse an der historischen Bausubstanz gering; ab 1990 hingegen wurden viele Bauwerke saniert. Besonders in der nördlichen Altstadt, um die Voigtei und den Stadtteil Westendorf, haben sich einige sehenswerte Fachwerkhäuser erhalten, insgesamt etwa 450 in der Innenstadt und weitere in den alten Ortskernen im ländlichen äußeren Stadtgebiet wie Langenstein.
Für internationale Bekanntheit sorgt seit 2001 die Aufführung der Komposition ORGAN²/ASLSP (As Slow as Possible) von John Cage in der Sankt-Burchardi-Kirche, des mit 639 Jahren längstdauernden Musikstücks der Welt.

## Geografie
Halberstadt liegt rund 20 Kilometer nördlich des Harzes an der Holtemme und dem Goldbach. Nördlich der Stadt liegt der Höhenzug Huy, im Osten die Magdeburger Börde und im Süden die Spiegelsberge, Thekenberge sowie die Klusberge. Halberstadt ist die größte Stadt des Landkreises Harz.

### Stadtgliederung
Die Stadt Halberstadt besteht neben der Kernstadt aus folgenden Ortsteilen mit Ortschaftsrat:
- Aspenstedt
- Athenstedt
- Emersleben
- Klein Quenstedt
- Langenstein
- Sargstedt
- Schachdorf Ströbeck

Weitere Ortsteile sind:
- Böhnshausen
- Mahndorf
- Neu Runstedt
- Veltensmühle

Die Ortsteile Böhnshausen und Mahndorf gehören zur Ortschaft Langenstein.
Darüber hinaus gibt es noch die drei folgenden Stadtteile:
- Wehrstedt (eingemeindet 1. Juli 1946),
- Klussiedlung und
- Sargstedter Siedlung

### Nachbargemeinden
Im Uhrzeigersinn, von Norden beginnend:
- Gemeinde Huy
- Stadt Schwanebeck und Gemeinde Groß Quenstedt (beide Verbandsgemeinde Vorharz)
- Stadt Gröningen (Verbandsgemeinde Westliche Börde im Landkreis Börde)
- Stadt Wegeleben und Gemeinde Harsleben (beide Verbandsgemeinde Vorharz)
- Stadt Thale
- Stadt Blankenburg (Harz)
- Gemeinde Nordharz
- Stadt Osterwieck

### Klima
Die Stadt liegt in der gemäßigten Klimazone. Die durchschnittliche jährliche Niederschlagsmenge in Halberstadt beträgt 727 Millimeter. Der meiste Niederschlag fällt im Juli mit durchschnittlich 81 Millimetern, der geringste im Februar mit durchschnittlich 44 Millimetern. Die Durchschnittstemperaturen bewegen sich zwischen 1 °C im Januar als kältestem Monat und 19,1 °C im Juli, wo es am wärmsten ist.
|                        | Jan   | Feb   | Mär | Apr  | Mai  | Jun  | Jul  | Aug  | Sep  | Okt  | Nov | Dez |   |      |
| Mittl. Temperatur (°C) | 1     | 1,6   | 4,6 | 9,3  | 13,7 | 16,9 | 19,1 | 18,7 | 15   | 10,3 | 5,7 | 2,4 | ⌀ | 9,9  |
| Mittl. Tagesmax. (°C)  | 3,2   | 4,5   | 8,3 | 13,8 | 17,9 | 20,9 | 23,1 | 22,9 | 18,8 | 13,6 | 8,1 | 4,4 | ⌀ | 13,3 |
| Mittl. Tagesmin. (°C)  | − 1.3 | − 1.2 | 0,9 | 4,5  | 8,8  | 12,2 | 14,6 | 14,3 | 11,1 | 7,3  | 3,4 | 0,3 | ⌀ | 6,3  |
|                        |       |       |     |      |      |      |      |      |      |      |     |     |   |      |
| Niederschlag (mm)      | 57    | 44    | 56  | 49   | 68   | 71   | 81   | 71   | 63   | 53   | 55  | 59  | Σ | 727  |

| − 1.3 |

| − 1.2 |

| 0,9 |

| 4,5 |

| 8,8 |

| 12,2 |

| 14,6 |

| 14,3 |

| 11,1 |

| 7,3 |

| 3,4 |

| 0,3 |

| − 1.3 |

| − 1.2 |

| 0,9 |

| 4,5 |

| 8,8 |

| 12,2 |

| 14,6 |

| 14,3 |

| 11,1 |

| 7,3 |

| 3,4 |

| 0,3 |

## Geschichte

### Frühbäuerliche Siedlung (um 5000 v. Chr.)

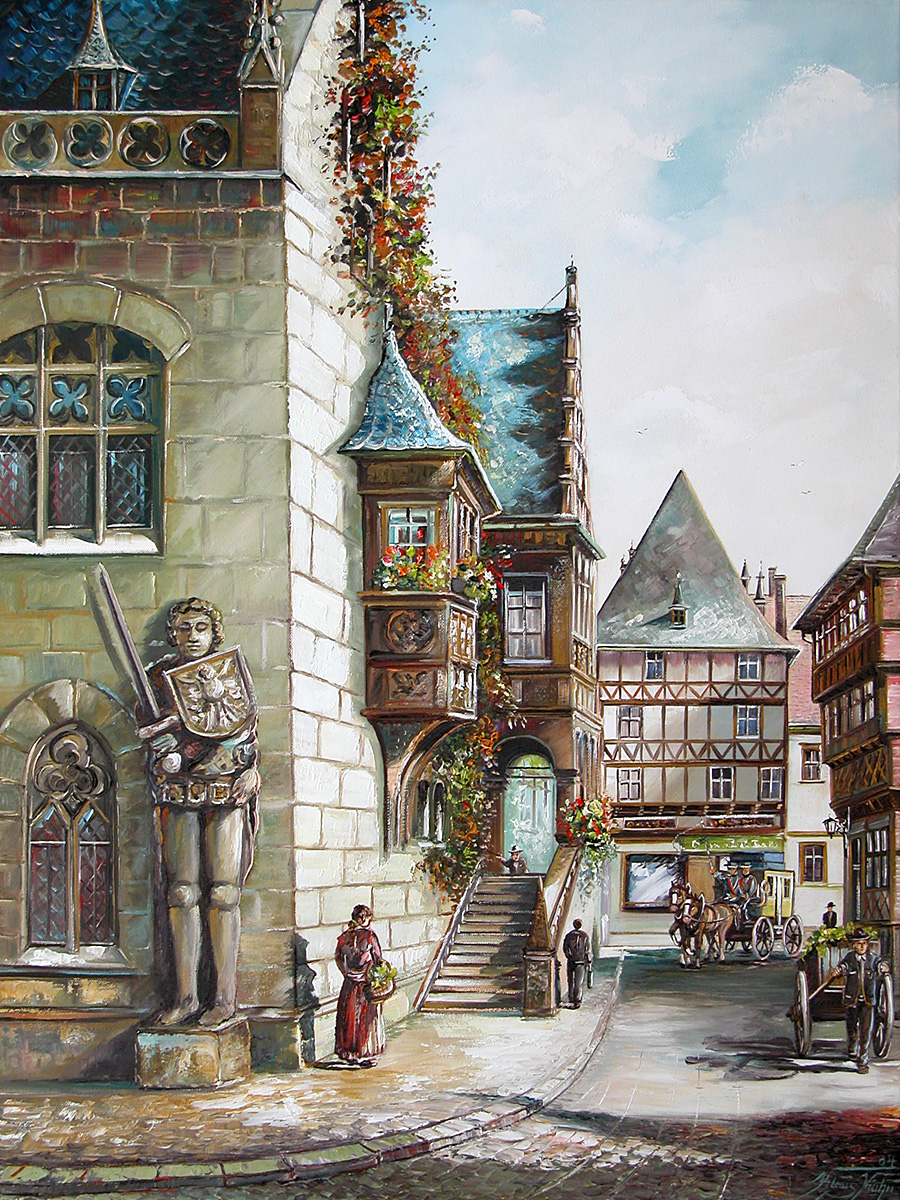
Ratslaube mit Roland, Halberstadt um 1900

Im Jahr 2013 wurde ein Massengrab in Halberstadt entdeckt, das aus der gleichen Zeit – aus der Linearbandkeramische Kultur – stammt, wie andere bekannte Stätten, an denen Massaker oder Hinrichtungen stattgefunden haben, wovon u. a. die Grubenanlage von Herxheim, das Massaker von Talheim, das Massaker von Kilianstädten und das Massaker von Schletz Zeugnis ablegen. In Halberstadt wurden offenbar junge Männer erschlagen und dann in einem Massengrab verscharrt. Vorstellbar sei, so die Ausgräber, dass die Männer, die aus einiger Entfernung vom Dorf stammten, selbst Angreifer waren, aber bei ihrem Überfall gescheitert waren.

### 9. bis 16. Jahrhundert
Die Herkunft des Namens Halwerstidde (bzw. Halverstidde) „erfordert eine gründliche, noch zu leistende Untersuchung“. Eine Beziehung zu halba (ahd. Seite, Hälfte) oder einem Flussabschnittsnamen Halver der Holtemme und ein daraus resultierender Name Siedlung am geteilten Bach, wird angenommen.
Durch Karl den Großen wurde der Missionsstützpunkt 804 zum Bischofssitz. Der Karolingische Dom wird im Jahre 859 geweiht. Dem Bischof Hildeward von Halberstadt (968–996) wurde 989 von König Otto III. das Markt-, Münz- und Zollrecht verliehen. Ebenso erhielt er den Blut- und Heerbann, also die weltliche Gewalt im Harzgau und damit über die Bewohner des Ortes Halberstadt. Zudem fällt der Baubeginn des ersten Doms von Halberstadt in diese Zeit; er wurde 992 eingeweiht. 1005 begann der Bau der Liebfrauenkirche. 1036 erfolgte durch den auch politisch aktiven Bischof Burchard die Grundsteinlegung für die Kapelle St. Thomas, die später Teil des Buchardiklosters werden sollte.
1068 gab es bereits eine aufstrebende Kaufmannschaft in Halberstadt, unter der die Stadt um etwa 1105 begann, sich von der Kontrolle durch den Bischofssitz zu emanzipieren. 1134 fand in Halberstadt der Reichstag statt, auf dem Albrecht der Bär mit der Nordmark belehnt wurde. 1146 kamen möglicherweise die ersten Juden, von Halle kommend, nach Halberstadt. 1189 erreichten während des dritten Kreuzzugs verfolgte Juden die Stadt. Im Jahre 1261 ist für sie der erste bischöfliche Schutzbrief belegt.
Heinrich der Löwe zerstörte 1179 im Zuge einer Fehde Stadt, Dom und Domburg durch das Legen eines Großbrandes. 1192 kamen die Templer nach Halberstadt und gründeten im Burchardikloster eine Kommende. 1199 wird erstmals der Bau der Stadtmauer erwähnt, der bis 1236 andauerte. 1223 wurde der Siechenhof eingerichtet, die erste Einrichtung für Erkrankte in der Stadt, wenngleich der Bau mehr Quarantänestation als Krankenhaus war. Zwischen 1236 und 1239 wurde dann mit dem Neubau des Domes begonnen, der 1491 geweiht wurde. Für 1241 ist erstmals ein Rathaus für die Stadt erwähnt; zudem führte die Stadt zu diesem Zeitpunkt bereits ein eigenes Siegel. Einige Jahre vor 1297 kam der Bettelorden der Serviten nach Halberstadt und gründete hier ein Kloster in der Neuen Stadt vor dem Wassertor. 1343 wurden die Juden von den Grafen von Mansfeld und Regenstein überfallen und flohen; ein Jahrzehnt später entstand das neue sogenannte Judendorf, die erste geschlossene Judenansiedlung in der Stadt.
1326 schloss sich die Stadt mit Aschersleben und Quedlinburg bis 1477 zum Halberstädter Dreistädtebund zusammen. Das Beitrittsdatum Halberstadts zur Hanse lässt sich nicht mit Sicherheit ermitteln. Es fällt mutmaßlich in die Zeit zwischen 1235 und 1358, spätestens aber 1387. 1363 erwarb die Stadt vom Stift Quedlinburg die angrenzenden Klusberge. Für 1408 verzeichnet die Stadtchronik ein Erdbeben. 1423 begann die Halberstädter Schicht: Die Stadt wurde von „Aufrührern“ der Handwerksgilden rund um Matthias von Hadeber („Langer Matz“) kontrolliert. 1425 gelang es dem Bischof Johann von Hoym, die alte Ordnung in der Stadt wiederherzustellen; im Anschluss wurde eine neue Stadtverfassung verabschiedet. 1433 erfolgte die Aufstellung des Stadt-Rolands. 1486 wurde die Stadt allerdings von Ernst II. von Sachsen unterworfen, und Rat und Stadt verloren die bislang genossenen Freiheiten wieder.
Ab 1521 begannen die ersten Predigten von reformatorischen Kräften in Halberstadt; diese wurden aber bereits 1523 wieder vertrieben. Durch den ersten protestantischen Halberstädter Bischof Heinrich Julius wurde dann 1591 am Halberstädter Dom die protestantische Lehre eingeführt. Er vertrieb erneut die Juden. Noch bis zum Ende des Dreißigjährigen Krieges 1648 hielt sich ein gemischtkonfessionelles Domkapitel.
In den Jahren 1577, 1597 und 1611 gab es Pestausbrüche in Halberstadt.

### Von Wallenstein bis zur Industrialisierung
1606 nahm Heinrich Julius die Juden wieder in seinen Schutz. Sie durften eine erste Synagoge erbauen, die aber 1621 bei einer Revolte gegen jüdische und christliche Wechsler zerstört wurde.
1625 und 1629 ließ Wallenstein seine Truppen die Stadt besetzen. Der kaiserliche Oberfeldherr machte Dom und Liebfrauenstift mit Hilfe des Restitutionsedikts kurzfristig wieder katholisch. Am 18. Januar 1630 weilte Wallenstein persönlich im Ort.
Das Hochstift Halberstadt wurde im Zuge des Friedensschlusses 1648 ein protestantisches Herzogtum und Teil Brandenburg-Preußens. Kurfürst Friedrich Wilhelm kam 1650 nach Halberstadt und erließ für die Halberstädter Juden ein „Privilegium“, wonach sie gegen ein jährliches „Geleitgeld“ von acht Talern in der Stadt bleiben konnten.
Während der Hexenverfolgungen wurden in Hexenprozessen etwa 24 Menschen in Halberstadt zum Tode verurteilt. In dieser Zeit wirkte in Halberstadt von 1650 bis 1660 als Syndikus der Landstände der evangelische Advokat und Diplomat Justus Oldekop (1597–1667). Er war ein Frühaufklärer und trat zwei Jahre nach Friedrich Spee in deutscher (und nicht anonym in lateinischer) Sprache für einen wesentlich humaneren Strafvollzug ein. Dabei bezog er sich auch auf Hexenprozesse.
In den Jahren 1681/82 wütete erneut die Pest in der Stadt; 2197 Menschen starben daran. Nach dem Edikt von Fontainebleau siedelten sich 1685 Hugenotten in Halberstadt an und begründeten eine Handschuhindustrie. 1712 weihten sie ihre eigene „Franzosenkirche“ ein.

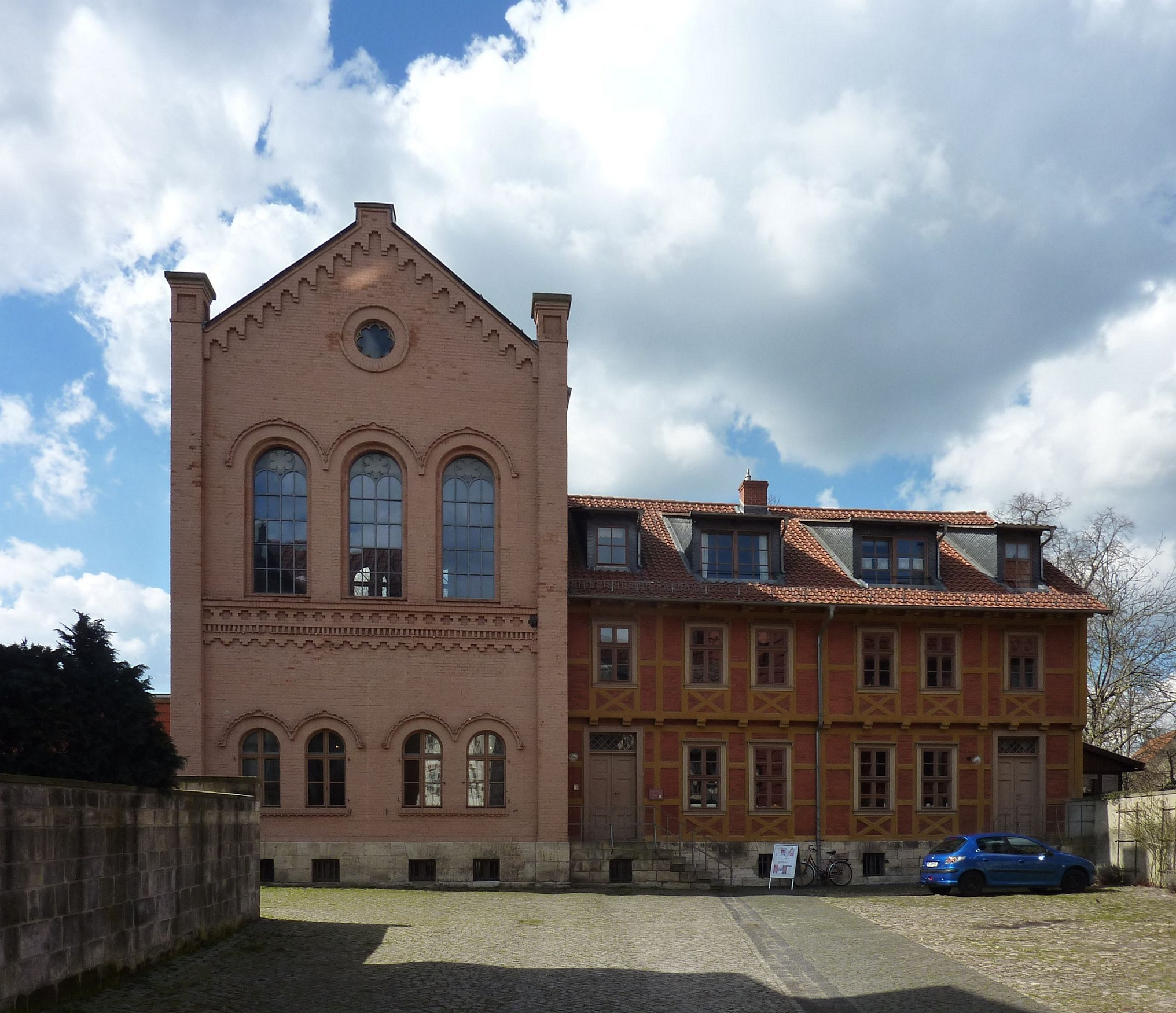
Synagoge mit ehemaligem Rabbinerseminar in Halberstadt

Issachar Berend Lehmann erwarb ein riesiges Vermögen und stiftete die 1712 eingeweihte Synagoge – eine herausragende Barocksynagoge im Reich. Außerdem richtete er ein Rabbinerseminar, die Klaussynagoge, ein. Sein Wirken machte die jüdische Gemeinde zur größten Gemeinde in Mitteldeutschland. Zirka zehn Prozent der Einwohner waren Juden.
Ab etwa 1750 machte der Domsekretär Johann Wilhelm Ludwig Gleim sein Haus zu einem Kommunikationszentrum der deutschen Aufklärung (größte Originalbibliothek und Briefesammlung zur deutschen Aufklärung im Gleimhaus, jetzt Deutschlands zweitältestes Literaturmuseum). Daneben gab es von 1785 bis 1810 die Literarische Gesellschaft Halberstadt.
Im Siebenjährigen Krieg (1756–1763) wurde Halberstadt mehrfach besetzt und geplündert; am schwersten 1758. Nur knapp konnte eine vollständige Zerstörung abgewendet werden. Direkt nach Friedensschluss erwarb Ernst Ludwig Christoph von Spiegel die Spiegelsberge und gestaltete sie zu einem Landschaftspark um. 1778 gründete Friedrich Eberhard von Rochow in Halberstadt das erste Landschullehrerseminar Deutschlands.

Ab dem 18. Oktober 1806 war Halberstadt durch französische Truppen besetzt und wurde 1807 Teil des durch Napoleon geschaffenen Königreichs Westphalen und Sitz einer Präfektur sowie Hauptstadt des Saaledepartements. Im fünften Koalitionskrieg zog erst am 5. Mai ein Stoßtrupp der Schillschen Jäger durch; drei Monate darauf eroberte in einem blutigen Kampf am 29. Juli 1809 die Schwarze Schar des Herzogs von Braunschweig die Stadt und zog mit 2000 Gefangenen weiter. Beide Gruppen wurden, allerdings verfrüht, als Befreier gefeiert; tatsächlich behielten die Franzosen langfristig die Oberhand und konnten etwa noch 1810 die französische Wohnhausnummerierung mit fortlaufenden Nummern einführen. Nach der Enteignung des Kirchenbesitzes im selben Jahr konnte so 1812 im Nicolaikloster Halberstadt das erste Halberstädter Theater eröffnet werden.

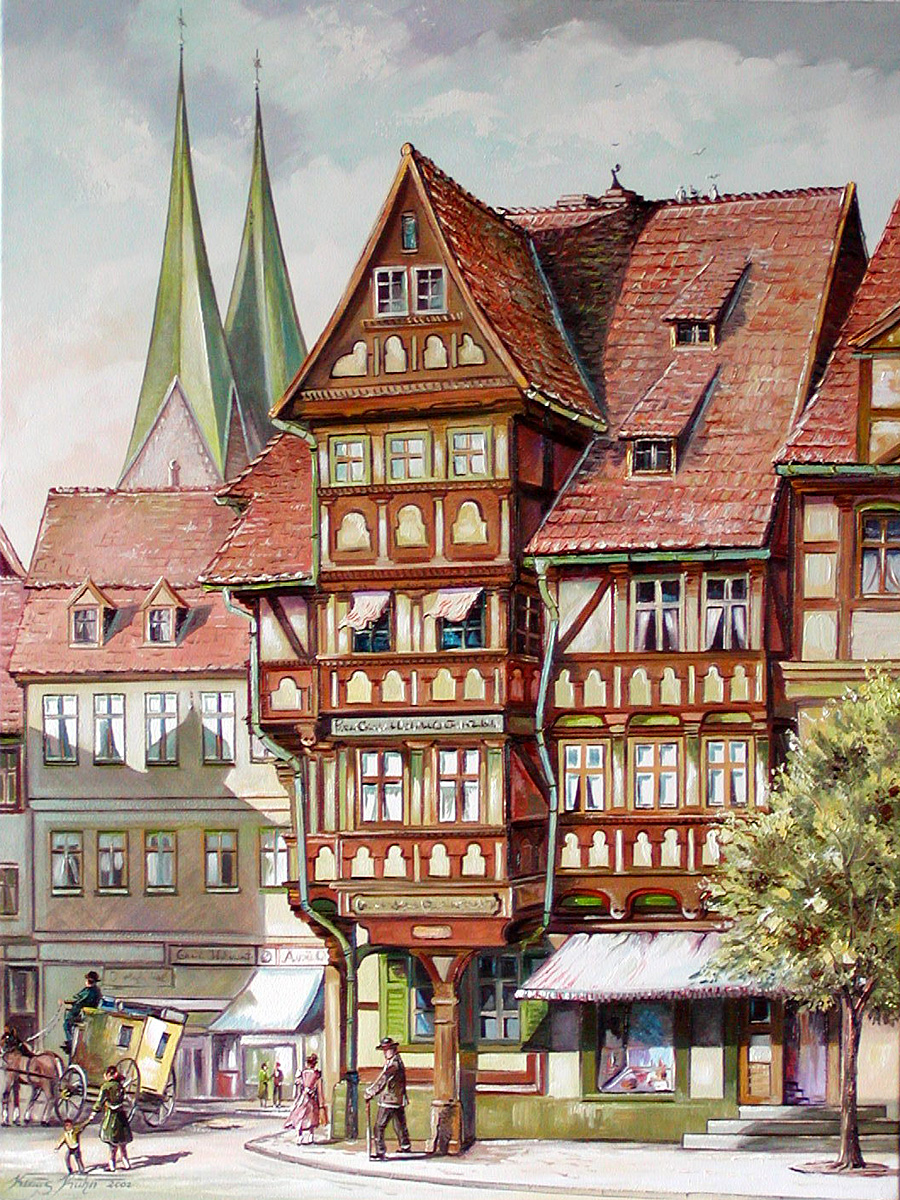
Stelzfuß, Halberstadt um 1900

 Am 30. Mai 1813 vernichtete der russische General Tschernitschew einen französischen Artilleriekonvoi im Gefecht bei Halberstadt.
Nach dem Wiener Kongress kam Halberstadt an Preußen zurück und wurde Teil der neuen Provinz Sachsen. Im Rahmen der Kreisbildung im Regierungsbezirk Magdeburg wurde 1816 der Stadtkreis Halberstadt eingerichtet, der neben der eigentlichen Stadt auch die umliegenden Dörfer umfasste. Der Stadtkreis Halberstadt wurde 1825 um Teile der Kreise Oschersleben und Osterwieck erweitert und in einen normalen Landkreis mit Halberstadt als Kreisstadt umgewandelt.
Mit der Eröffnung der Bahnstrecke nach Magdeburg durch die Magdeburg-Halberstädter Eisenbahn 1843 erhielt Halberstadt Anschluss an das sich ständig erweiternde Eisenbahnnetz. Friedrich Heine gründete 1883 die Halberstädter Wurstfabrik. 1890 entstand die Badeanstalt. 1892 fand in Halberstadt der erste deutsche Gewerkschaftskongress statt. 1891 schied Halberstadt aus dem Landkreis aus und bildete wieder einen eigenen Stadtkreis.

### 20. und 21. Jahrhundert
Um 1900 hatte die Stadt bereits mehr als 42.000 Einwohner. Wegen der vielen Fachwerkhäuser galt Halberstadt als „Rothenburg des Nordens“. 1903 erhielt Halberstadt eine elektrische Straßenbahn. Das Stadttheater und das Städtische Museum wurden 1905 gegründet. Schon seit 1812 hatte es im ehemaligen Nicolaikloster eine der ersten bürgerlichen Sprechbühnen Deutschlands gegeben.

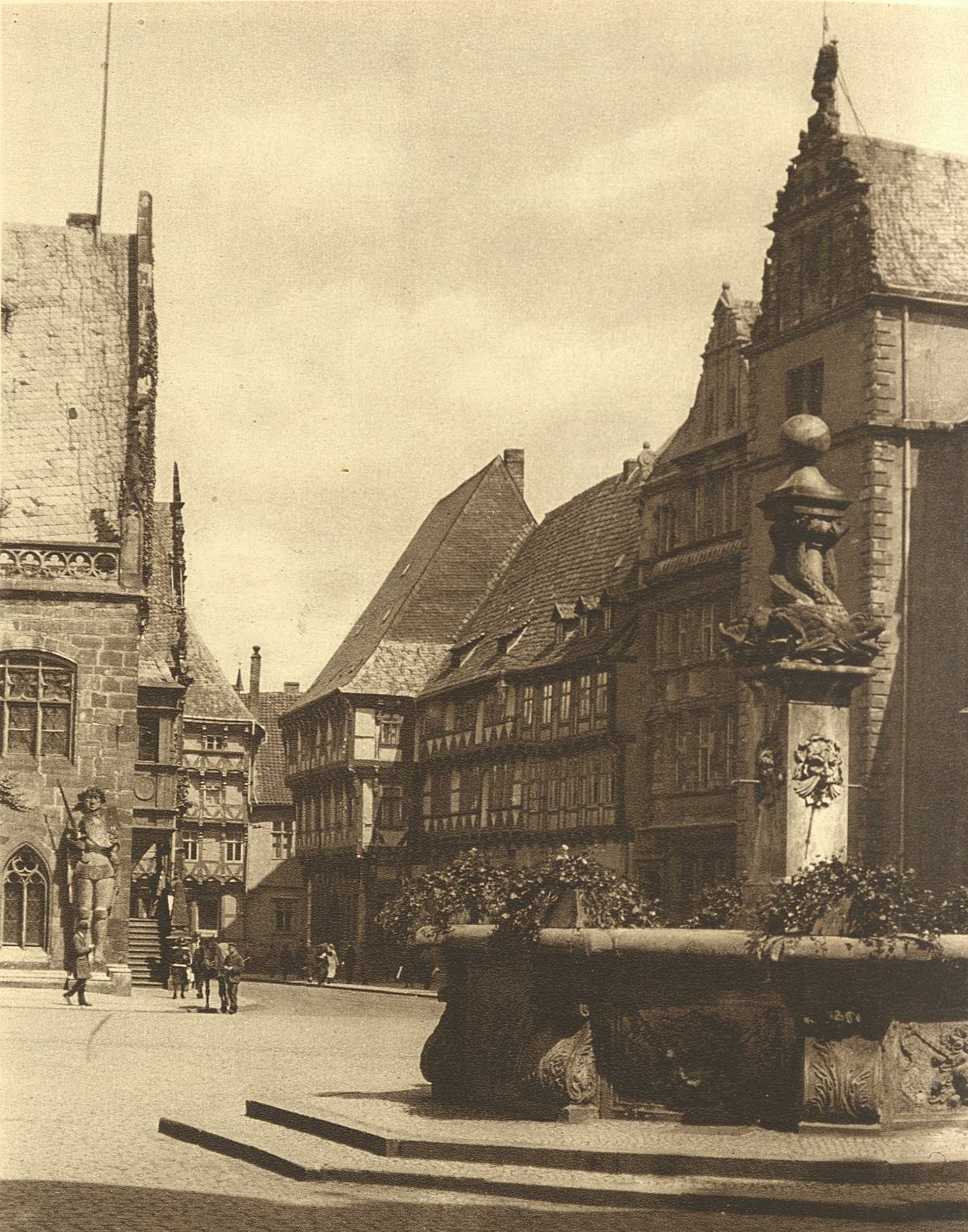
Kurt Hielscher: Halberstadt Marktplatz um 1924

Ab 1912 bauten die Deutschen Bristol-Werke in Halberstadt Flugzeuge. Während des Ersten Weltkriegs produzierte das in Halberstädter Flugzeugwerke umbenannte ehemalige deutsch-britische Gemeinschaftsunternehmen Flugzeuge für die Fliegertruppe des Deutschen Heeres. Nach dem Ende des Krieges im November 1918 musste aufgrund der Bedingungen der Versailler Verträge der Flugzeugbau im Deutschen Reich der Weimarer Republik ganz eingestellt werden; das nun zur Berlin-Halberstädter Industriewerke AG gehörende frühere Flugzeugwerk ging Anfang 1926 in die Insolvenz.

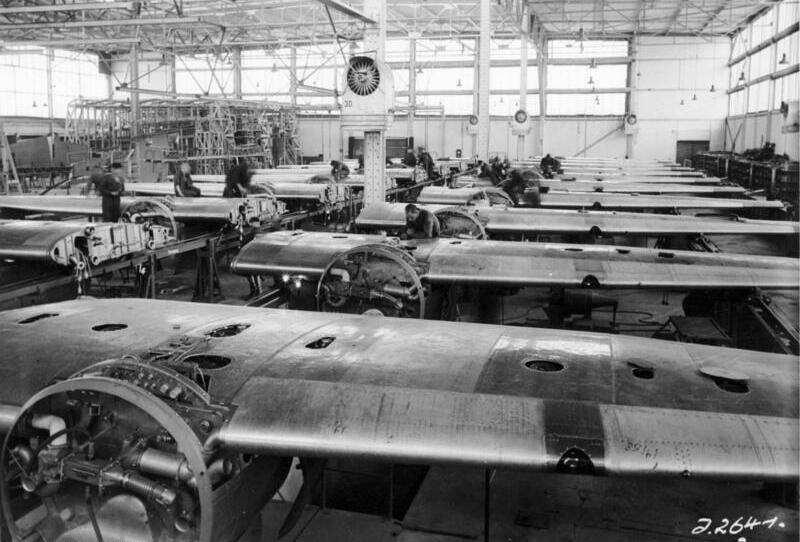
Bau von Tragflächen für Ju 88 im Junkers-Werk Halberstadt

#### Zeit des Nationalsozialismus
Im Zuge der Aufrüstung der Wehrmacht wurde 1935 auf einem Teil des ehemaligen Werksgeländes in der Halberstädter Klusstraße 30–38 ein Zweigwerk der Dessauer Junkers-Flugzeugwerke in Betrieb genommen, das Tragflächen für die Ju 88 fertigte. Dieses Werk war im Zweiten Weltkrieg mehrfach das Ziel amerikanischer Bomber (→ Big Week).
Die in barocken Baustil 1712 gestiftete Synagoge in der Bakenstraße gehörte zu den schönsten Europas. In der Pogromnacht vom 9. November 1938 wurde sie durch die Nationalsozialisten geplündert, und alle Torarollen wurden auf der Straße verbrannt. Da sie eng in die bestehende Fachwerkbebauung eingebunden war, vermied man die Brandschatzung und zwang die Jüdische Gemeinde dazu, ihre Synagoge eigenhändig abzureißen. Vor der Deportation wurde das jüdische Altersheim in der Wilhelmstraße zum letzten Domizil der Juden. Der erste Transport mit 101 Juden verließ Halberstadt am 12. April 1942 vermutlich nach Warschau; nach Theresienstadt wurden am 23. November 1942 die letzten Mitglieder der jüdischen Gemeinde deportiert.
Während des Zweiten Weltkrieges richtete die SS im Stadtgebiet mehrere KZ-Außenlager ein, darunter 1944 im Junkers-Werk an der Harslebener Straße ein Außenlager des KZ Buchenwald für 400 bis 900 Häftlinge, die dort Zwangsarbeit leisten mussten. Ein Außenlager des KZ Langenstein-Zwieberge bestand unterhalb der Wehrstedter Brücke im Reichsbahnausbesserungswerk (RAW), wo bis zu 200 Häftlinge eingesetzt wurden.

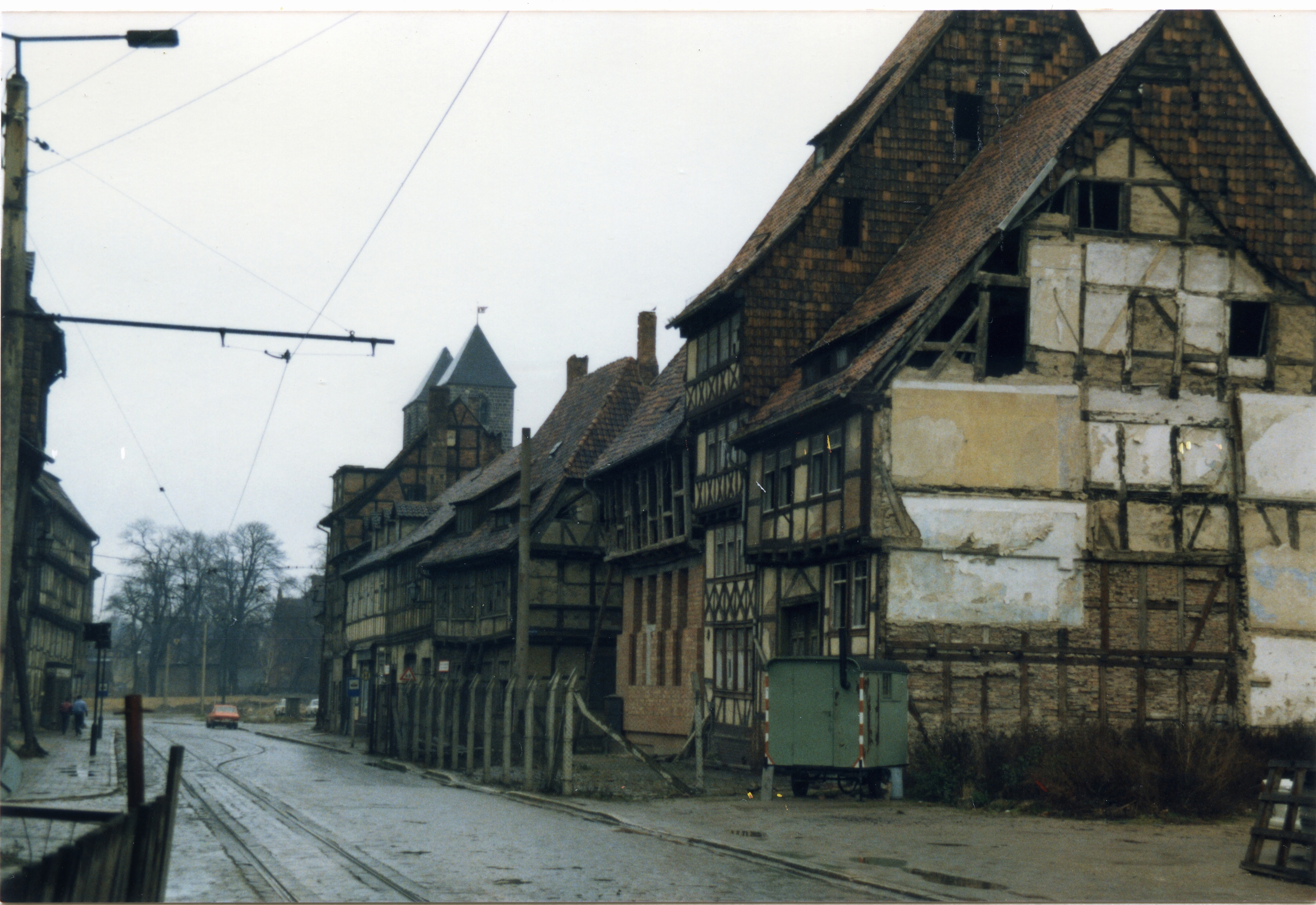
Gröperstraße in der Altstadt 1985, die Häuser wurden zur DDR-Zeit dem Verfall preisgegeben

Am 8. April 1945 zerstörten 218 US-amerikanische Bomber der 1st Air Division der 8th Air Force vom Typ B-17 „Flying Fortress“ mit 595 Tonnen Spreng- und Brandbomben in einem verheerenden Flächenbombardement 82 Prozent der Innenstadt. 239 Begleitjäger eskortierten an diesem Tag die 1st Air Division, deren Hauptziel Halberstadt war. Bei dem Angriff kamen etwa 2500 Menschen ums Leben. 600 Fachwerkhäuser wurden zerstört, die Trümmermenge betrug etwa 1,5 Millionen Kubikmeter. Am 11. April besetzten US-amerikanische Bodentruppen die Stadt. Am 18. Mai übergaben die Amerikaner die Stadt an die Briten und diese Ende Juni 1945 an die Rote Armee.

#### SBZ/DDR
So wurde Halberstadt Teil der SBZ und ab 1949 der DDR. Von 1949 bis 1989 wurde die zu großen Teilen zerstörte Innenstadt teilweise neu und in „sozialistischem Bauverständnis“ wiederaufgebaut; der noch erhaltene Bestand an Fachwerkhäusern in der Altstadt wurde geplant dem Verfall preisgegeben und 600 davon großflächig abgerissen. Auch die Ruine der romanisch-gotischen Paulskirche wurde beseitigt. Zur Wende 1989 existierten nur noch kleine Teile der Altstadt mit 447 Häusern. „Fachwerkhäuser, die im Privatbesitz waren, konnten wegen der staatlich reglementierten geringen Mieten nicht instand gehalten werden. Aber auch die Stadt kümmerte sich nicht mehr um Fachwerkhäuser, die ihr gehörten. Gezielte ‚Entmietung‘ wurde betrieben.“ (Rolf Heydecke)
Am 17. Juni 1953 schlugen sowjetische Truppen mit „Mannschaftswagen und Feldhaubitzen“ (Karl Dilßner) den Aufstand nieder, der sich in einer Versammlung auf dem Fischmarkt zeigte.
1989 fanden in der Martinikirche Gebete für den Frieden statt. Unter dem Motto „Schwerter zu Pflugscharen“ versammelten sich im Herbst des Jahres tausende Bürger. Von der Kirche ausgehend fanden Demonstrationen statt, die auch in Halberstadt die friedliche politische Wende einleiteten. Eine Forderung war die Beendigung von Abrissarbeiten in der Innenstadt. Ein schlichtes Denkmal an der Turmseite der Kirche erinnert an diese Ereignisse.

#### Ab 1990

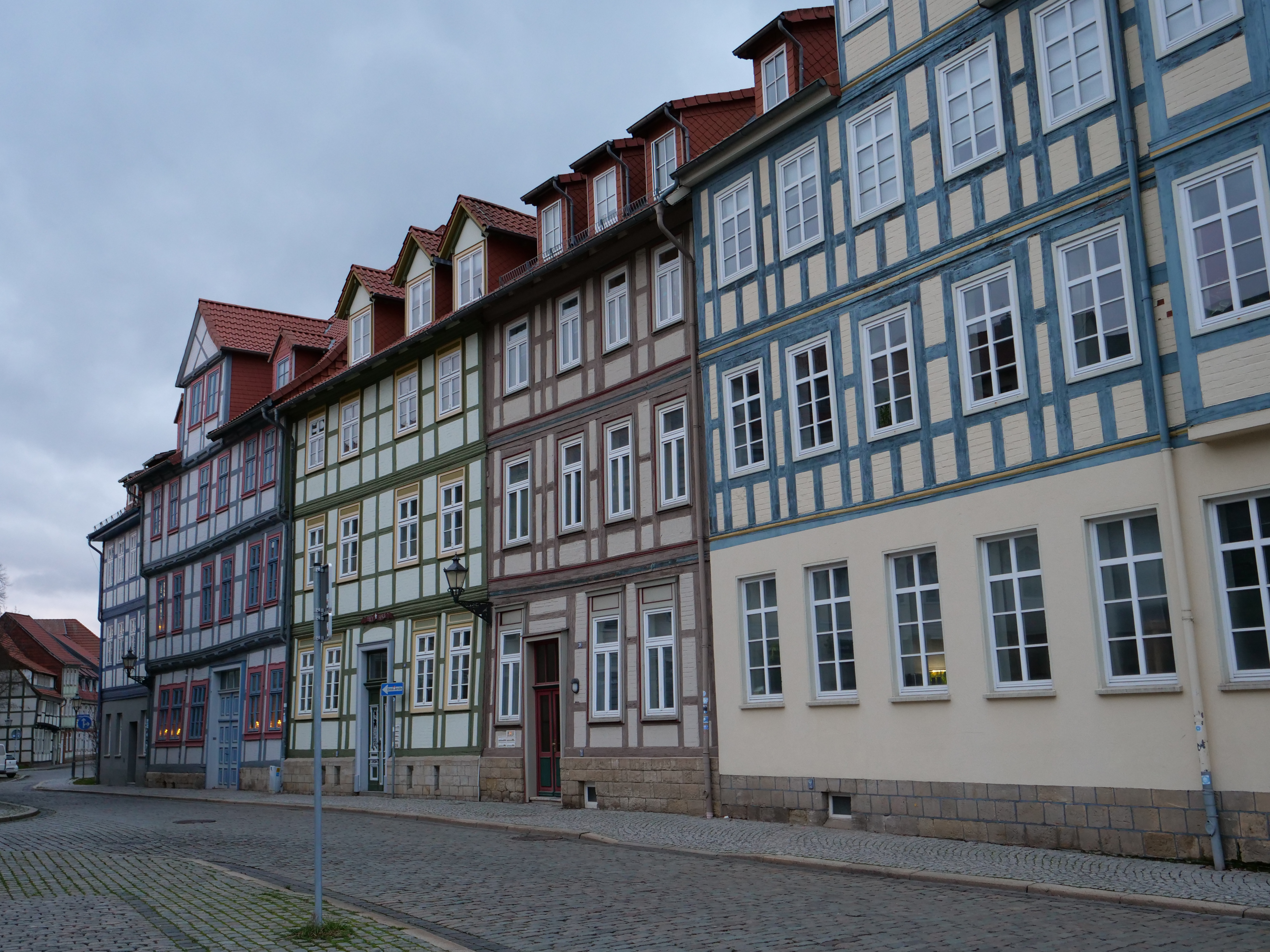
Sanierte Altstadtgebäude
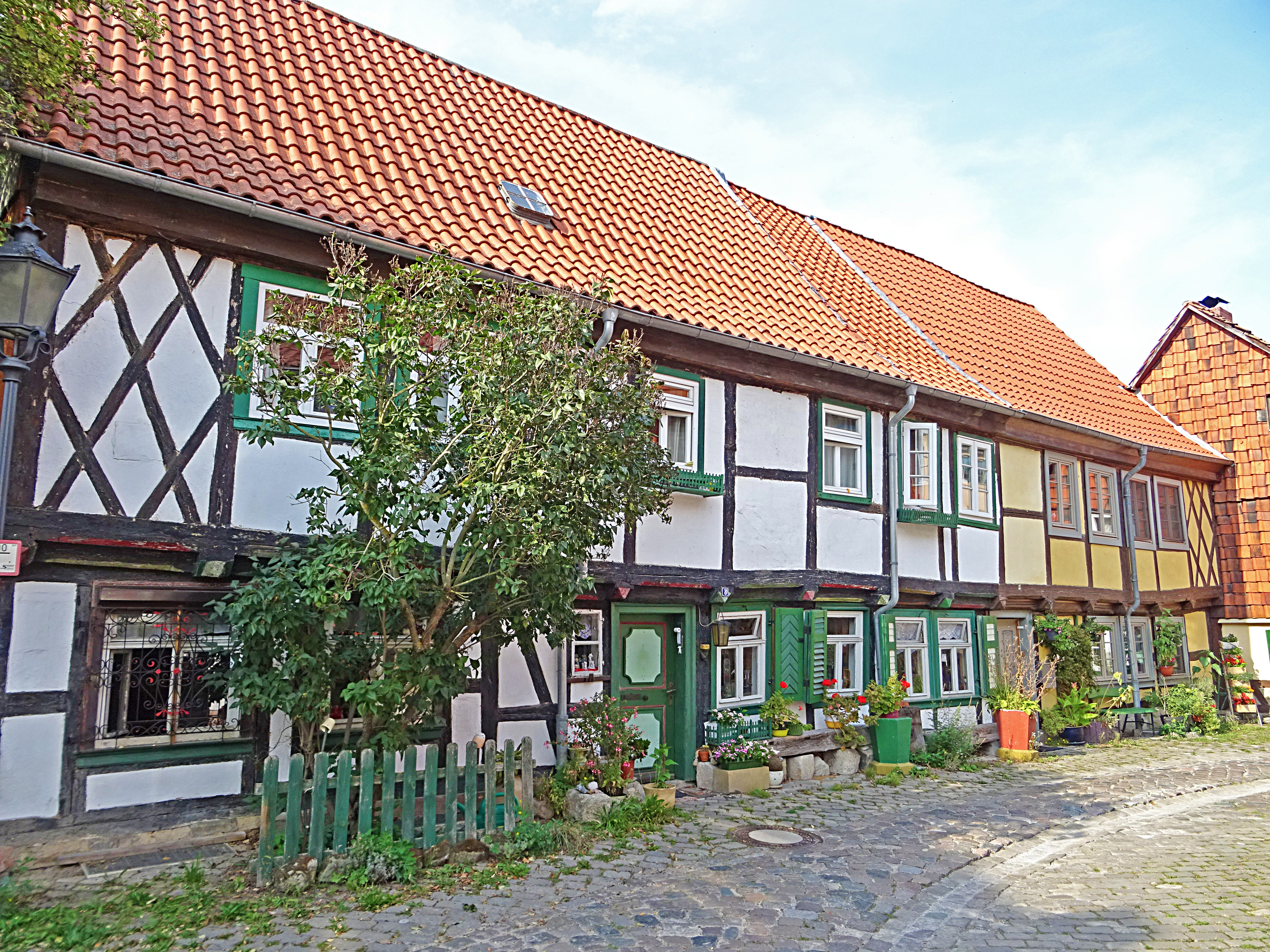
Fachwerkensemble
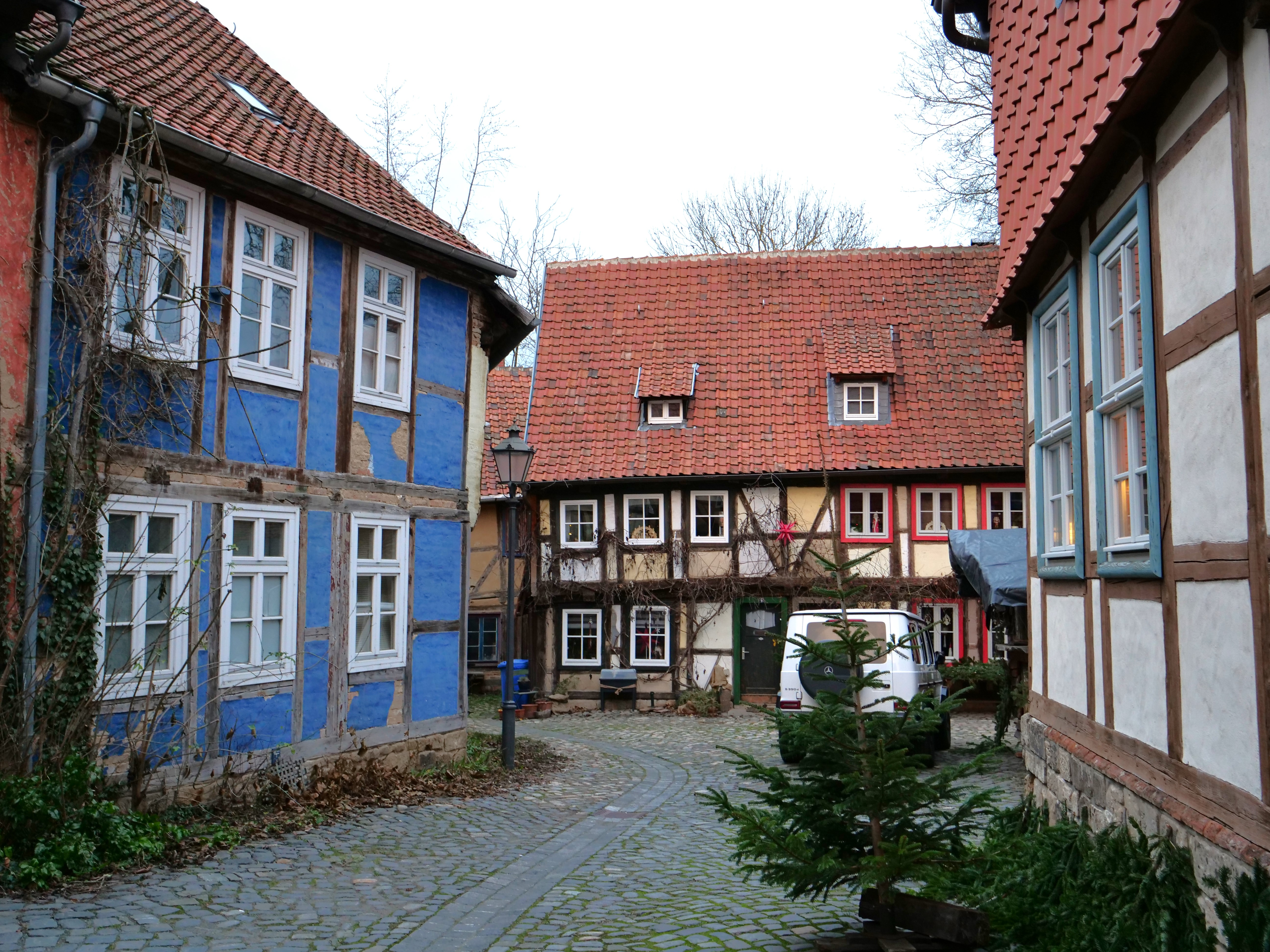
Steinhof
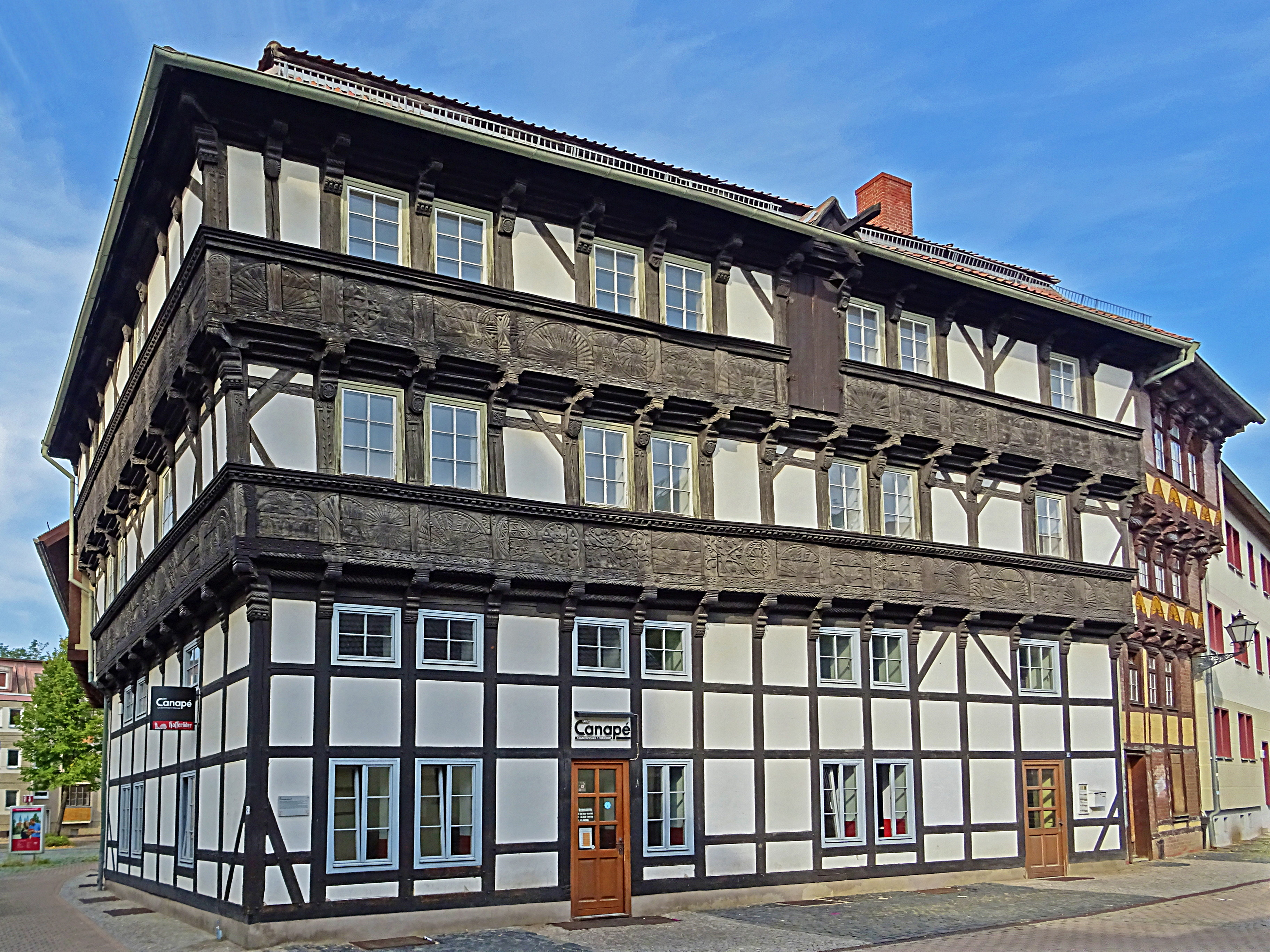
Lichtengraben 15

Nach 1990 erfolgte die Restaurierung der verbliebenen Teile der Altstadt sowie ab 1995 der Aufbau eines modernen Stadtzentrums auf den Grundmauern und der Maßstäblichkeit des historischen Stadtkerns. Das neue Stadtzentrum im Bereich der Marktplätze wurde 1998 mit dem Bau des neuen Rathauses fertiggestellt. Es gab eine Fülle von Rückübertragungen von Grundstücken und Häusern.
Bundesweites Aufsehen erregte am 8. Juni 2007 ein Überfall auf eine Schauspieler-Truppe, bei der fünf Schauspieler derart verletzt wurden, dass sie in die Halberstädter Klinik eingeliefert werden mussten. Die Polizei unterließ es, die Personalien der Täter aufzunehmen, obwohl diese sich noch am Tatort befanden. Vier der Täter, die der rechtsextremistischen Szene angehörten, erhielten zudem nur äußerst milde Gerichtsurteile.
Am 23. September 2008 erhielt die Stadt den von der Bundesregierung verliehenen Titel „Ort der Vielfalt“.
Am 3. Oktober 2020, anlässlich des 30. Jahrestages der deutschen Wiedervereinigung, pflanzte Oberbürgermeister Andreas Henke gemeinsam mit Stadtratspräsident Dr. Volker Bürger und Matthias Gabriel, Oberbürgermeister in den Jahren 1990 bis 1996, das Baumdenkmal für die Deutsche Einheit gegenüber der Bürgerkirche St. Martini.

### Militärgeschichte
Von 1623 bis 1994 war Halberstadt 372 Jahre lang fast ununterbrochen Garnisonstadt.
Von 1815 bis 1919 war Halberstadt Garnison der Halberstädter Kürassiere (Kürassier-Regiment „von Seydlitz“ (Magdeburgisches) Nr. 7). Prominentester Angehöriger des Regiments war der spätere Reichskanzler Otto von Bismarck, der oft die Uniform dieser Einheit trug, und so auch auf Anton von Werners Gemälde Die Proklamierung des deutschen Kaiserreiches (18. Januar 1871) erscheint.
Ein Fliegerhorst mit Fliegerschule wurde südlich der Stadt vor und im Ersten Weltkrieg angelegt. 1913 entstanden die Halberstädter Flugzeugwerke. Beides musste nach dem Krieg demontiert werden.
In der Zeit der Weimarer Republik waren in Halberstadt der Regiments-Stab und das Ausbildungs-Bataillon des 12. Infanterie-Regiments der Reichswehr stationiert. Dieses lag in der Prinz-Ferdinand-Kaserne in der Harmoniestraße. Weiter gab es die Bismarck-Kaserne in der Kürassierstraße mit dem 4. Artillerie-Regiment und das Standort-Lazarett an der Quedlinburger Straße.
Ab 1935 gab es eine Luftwaffen-Garnison in Halberstadt. Am Fliegerhorst entstand die „Fliegerhorst-Kaserne“. Am 11. April 1944 wurden die Anlagen durch Bombenangriffe beschädigt.
Von April bis Mai 1945 gab es eine amerikanische, von Mai bis Juni eine britische Garnison in Halberstadt.
Zu DDR-Zeiten waren in Halberstadt Truppen der GSSD stationiert (zum Beispiel 197. Gardepanzerregiment und 112. Aufklärungsbataillon). Diese Truppenteile, allesamt der 3. Stoßarmee unterstellt (siehe: Struktur der WGT 1991), lagen in der einstigen Fliegerhorstkaserne in Garnison. Zum Standort gehörte auch ein Standortübungsplatz mit Panzerschießbahnen.
Das Kasernengelände liegt brach; die ehemals von der Sowjetarmee genutzten Baulichkeiten sind mittlerweile fast vollständig abgerissen. Ebenfalls abgerissen ist die Kasernenanlage Martin-Schwantes, die bis 1990 Sitz der DDR-Grenztruppen (unter anderem Grenzregiment 20) war. Ein Teil des Geländes wird unter anderem von der Bundesanstalt Technisches Hilfswerk genutzt. Die Kasernenanlage Martin Hoop, frühere Ausbildungskaserne der Grenztruppen (Grenzausbildungsregiment 7), beheimatet die Zentrale Anlaufstelle für Asylbewerber in Sachsen-Anhalt einschließlich Unterbringungsmöglichkeiten.
Am 29. Dezember 1994 wurde das Luftwaffenmaterialdepot 52 der Bundeswehr, das sich in der ehemaligen Untertageanlage (UTA) bzw. Stollensystem MALACHIT nahe Langenstein befand und so 1989/1990 das Komplexlager 12 (Malachit) der NVA übernahm, aufgelöst. Damit endete nach 371 Jahren die Garnisonsgeschichte Halberstadts.
Im Stadtgebiet finden sich noch Zeugnisse der einstigen Garnisonsstadt Halberstadt. Diese sind unter anderem der Ebereschenhof (größtenteils abgerissen), das Gelände des Landratsamtes sowie die Florian-Geyer-Straße.

### Eingemeindungen
Am 1. Juli 1946 wurde Wehrstedt, am 1. Mai 1995 Emersleben eingemeindet. Am 1. Januar 1996 kam Klein Quenstedt hinzu. Aspenstedt, Athenstedt, Langenstein, Sargstedt und das Schachdorf Ströbeck gehören seit dem 1. Januar 2010 zu Halberstadt.

## Bevölkerung
Halberstadt gehört mit Suhl und Halle (Saale) zu den Städten mit dem größten Bevölkerungsverlust seit 1990, der nur durch Eingemeindungen und die ZAST in der ehemaligen Grenzkaserne Martin Hoop zahlenmäßig ausgeglichen wird.
| Jahr | Einwohner  |
| ---- | ---------- |
| 1695 | 12.000     |
| 1830 | 13.000     |
| 1841 | 18.000     |
| 1852 | 20.395     |
| 1871 | [00]25.431 |
| 1875 | [00]27.757 |
| 1880 | [00]31.260 |
| 1885 | [00]34.025 |
| 1890 | [00]36.786 |
| 1895 | [00]41.307 |
| 1900 | [00]42.810 |
| 1905 | [00]45.529 |
| 1910 | 46.481     |
| 1920 | 48.715     |
| 1930 | 48.439     |
| 1940 | 54.000     |

| Jahr | Einwohner |
| ---- | --------- |
| 1960 | 44.973    |
| 1980 | 47.834    |
| 1990 | 45.364    |
| 2000 | 41.417    |
| 2005 | 39.749    |
| 2010 | 42.680    |
| 2015 | 43.768    |
| 2020 | 39.221    |
| 2021 | 38.682    |
| 2022 | 38.159    |
| 2023 | 37.793    |
| 2024 | 37.898    |

## Politik

### Stadtrat
Das Ergebnis der Kommunalwahl vom 9. Juni 2024, die Sitzverteilung der 40 Sitze im Stadtrat und die Wahlbeteiligung sind im Folgenden dargestellt (mit Vergleichszahlen der drei vorigen Wahlen). Die Wahlbeteiligung lag bei 57,3 % (2019: 47,7 %).
| Partei / Liste                                | Stimmenanteil | Sitze  |                  | 2019             | 2014             | 2009 |
| CDU                                           | 30,5 %        | 12     | 30,5 %, 12 Sitze | 40,0 %, 16 Sitze | 30,4 %, 12 Sitze |      |
| AfD                                           | 30,1 %        | 12     | 13,4 %, 5 Sitze  | –                | –                |      |
| Bürger unseres Kreises ohne Parteibuch (BUKO) | 10,6 %        | 4      | 08,5 %, 3 Sitze  | 06,9 %, 3 Sitze  | –                |      |
| Die Linke                                     | 08,4 %        | 3      | 18,3 %, 7 Sitze  | 22,2 %, 9 Sitze  | 25,7 %, 10 Sitze |      |
| SPD                                           | 07,0 %        | 3      | 09,9 %, 4 Sitze  | 12,7 %, 5 Sitze  | 11,9 %, 5 Sitze  |      |
| Freie Wähler (FW)                             | 05,0 %        | 2      | 06,6 %, 3 Sitze  | –                | –                |      |
| Bündnis 90/Die Grünen                         | 03,5 %        | 2      | 07,0 %, 3 Sitze  | 03,7 %, 1 Sitz   | 02,6 %, 1 Sitz   |      |
| FDP                                           | 02,8 %        | 1      | 04,3 %, 2 Sitze  | 02,0 %, 1 Sitz   | 03,2 %, 1 Sitz   |      |
| Emerslebener Wählergemeinschaft (EWG)         | 01,3 %        | 1      | 01,5 %, 1 Sitz   | 01,6 %, 0 Sitze  | –                |      |
| Wahlbeteiligung                               | 57,3 %        | 57,3 % | 47,7 %           | 35,3 %           | 33,6 %           |      |

Das Ergebnis der Stadtratswahl 2024 wird durch die Diagramme auch bildlich dargestellt:
- Linke: 3
- SPD: 3
- Grüne: 2
- BUKO: 4
- EWG: 1
- FW: 2
- FDP: 1
- CDU: 12
- AfD: 12

### Oberbürgermeister
Oberbürgermeister von Halberstadt ist seit dem 1. Januar 2021 Daniel Szarata (CDU), der am 19. Juli 2020 in der Stichwahl mit 58,26 % der Stimmen gewählt wurde. Auf den bisherigen Oberbürgermeister Andreas Henke (Die Linke) entfielen bei dieser Wahl 41,74 % der Stimmen. Die Wahlbeteiligung lag bei 35,5 %.
Bei der vorangegangenen Wahl 2013 wurde der seit 2007 amtierende Henke bereits im ersten Wahlgang mit 53,65 % der Stimmen wiedergewählt. Auf den CDU-Kandidaten Daniel Szarata entfielen bei dieser Wahl 34 % der Stimmen. Lediglich 8,94 % wählten Peter Köpke (SPD). Der parteilose Volkmar Hofmann erreichte einen Stimmanteil von 3,41 %. Die Wahlbeteiligung lag bei 39,8 %.
Liste der (Ober-)Bürgermeister seit 1839
- seit 2021: Daniel Szarata
- 2007–2021: Andreas Henke
- 2003–2007: Harald Hausmann
- 1996–2003: Hans-Georg Busch
- 1990–1996: Matthias Gabriel
- –000–1990: Sigfried Stock
- 1982––000 Wolfgang Hochmuth
- 1972–1982: Kurt Kramer
- 1971–1972: Schöntaube
- 1954–1971: Kurt Walter
- 1951–1952: Georg Paul Heer
- 1948–1951: Erich Bordach
- 1946–1948: Erich Leo Max Fechteler
- 1945–1946: Richard Gerloff
- 1930–1945: Erich Mertens
- 1920–1930: Paul Weber (Politiker, 1875)
- 1905–1920: Maximilian Gerhardt
- 1900–1905: Adalbert Oehler
- 1875–1899: Gustav Bödcher
- 1872–1875: Wilhelm von Becker
- 1839–1869: Julius von Brünken

### Wappen
| | Blasonierung: „Gespalten von Silber und Rot, belegt mit einem schrägrechten schwarzen Doppelhaken.“ |
| Wappenbegründung: Die Farben der Stadt sind Weiß (Silber) – Rot. Das Wappen basiert auf einer Symbolik, welche seit Ende des 14. Jahrhunderts von der Stadt verwendet wird. Mit dieser Symbolik wurde die Eigenständigkeit der Stadt gegenüber dem Bistum Halberstadt dokumentiert, indem die Wolfsangel bzw. Doppelhaken dem Bistumswappen zugefügt wurde. Als erste Abbildung des Wappens gilt das „Siegel der Nachbarschaft des Breitenwegs“ aus dem Jahr 1430. Das Stadtwappen am Rathausrelief wird auf das Jahr 1381 datiert. Die Deutung des Doppelhakens ist nicht eindeutig geklärt. Sie reicht von Wolfsangel bis Kesselhaken, wobei die Bedeutung als Mauerhaken oder Bauklammer für Fachwerkbalken die wahrscheinlichste ist. Das Wappen wurde am 24. März 1998 durch das Regierungspräsidium Magdeburg genehmigt. | |

### Städtepartnerschaften
Halberstadt pflegt Städtepartnerschaften mit
- Wolfsburg in Deutschland, seit 1989
- Banská Bystrica in der Slowakei, seit 1998
- Náchod in Tschechien, seit 1998
- Villars in Frankreich, seit 2003

## Kultur und Sehenswürdigkeiten

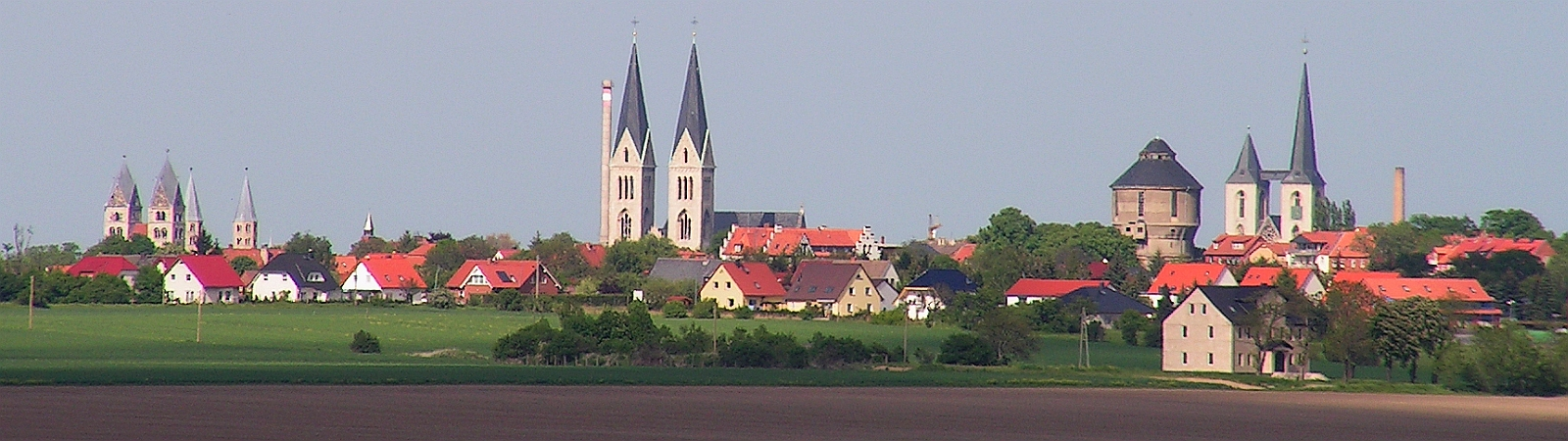
Sehenswertes Halberstadt – Kultur und Kirchen

### Theater
Im Jahr 1932 wirkte der Autor (Pseudonym: Hans Rein) Fritz Aeckerle (* 1908 in Essen) als Dramaturg und Regisseur am Stadttheater Halberstadt. Das bei dem Luftangriff am 8. April 1945 ausgebrannte Stadttheater wurde 1949 abgerissen und durch das neugebaute „Volkstheater“ ersetzt. Heute bespielt das Nordharzer Städtebundtheater das Große Haus sowie die Kammerbühne und die kleine Spielstätte „Alte Kantine“, ferner die Bühnen von Quedlinburg und dem Bergtheater Thale sowie weitere Bühnen der Region.

### Museen

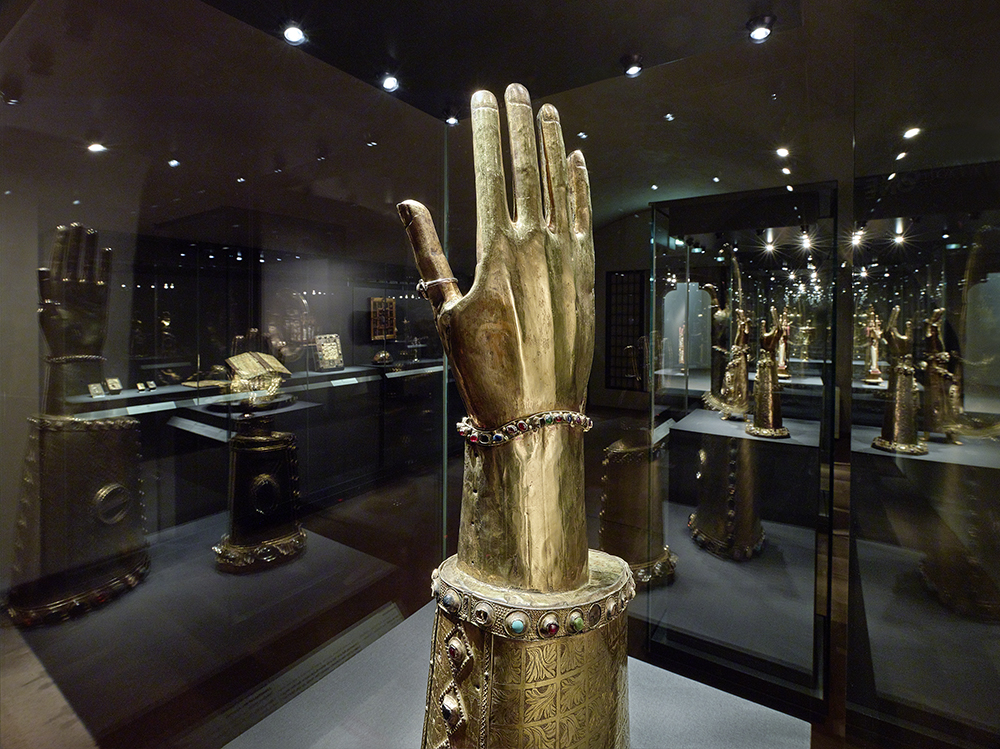
Domschatz Halberstadt
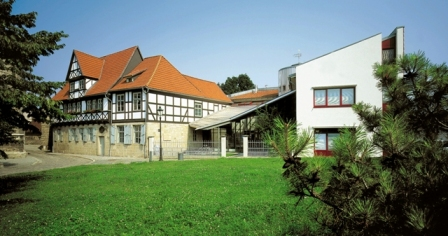
Gleimhaus. Alt- und Neubau
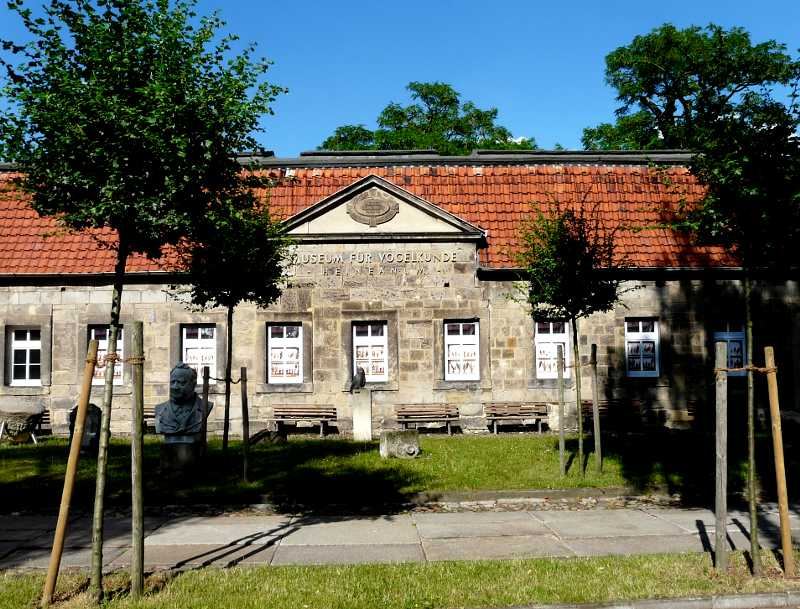
Heineanum
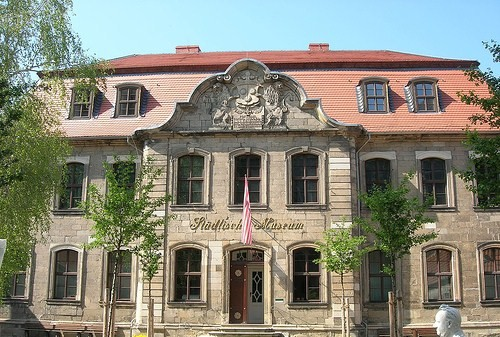
Städtisches Museum Halberstadt
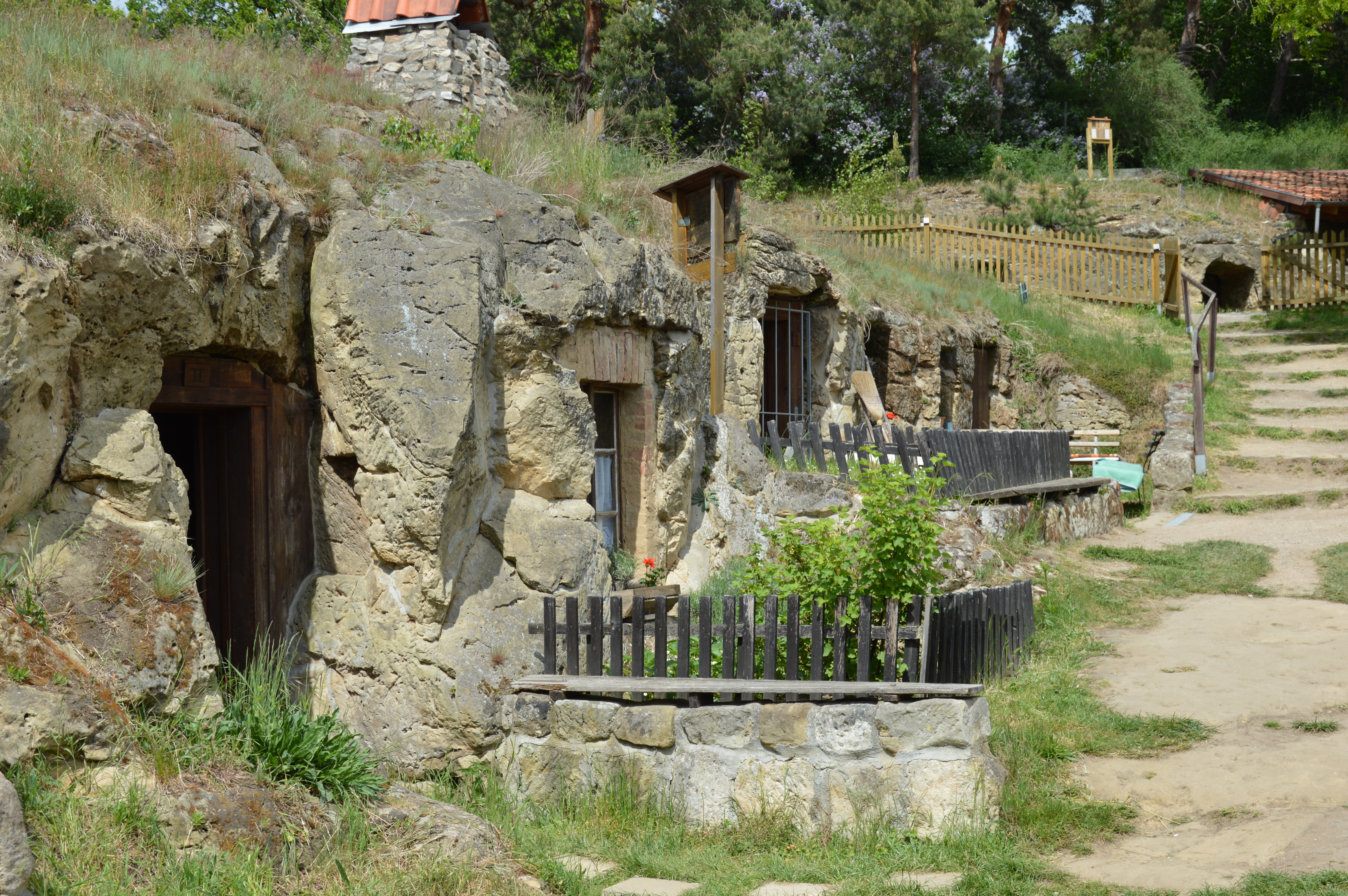
Höhlenwohnungen Langenstein

Der Domschatz Halberstadt ist das zum Dom zu Halberstadt gehörige Museum kirchlicher Kunst. Mit einem Festgottesdienst wurde die Neueröffnung 2008 im Beisein von Bundespräsident Horst Köhler gefeiert.
Das für die Geistesgeschichte des 18. Jahrhunderts sehr wichtige Gleimhaus ist auch eines der ältesten Literaturmuseen in Deutschland.
Eine der größten vogelkundlichen Sammlungen Deutschlands gehören dem Naturkundemuseum Heineanum.
Im Ortsteil Ströbeck gibt es das Schachmuseum Ströbeck, welches hauptsächlich die außergewöhnliche örtliche Schachtradition thematisiert. Das Museum wurde 2019 durch einen Brand beschädigt und ist seitdem geschlossen (Stand November 2023).
Des Weiteren gibt es noch das Berend-Lehmann-Museum für jüdische Geschichte und Kultur (siehe Issachar Berend Lehmann#Erinnerungskultur in Halberstadt), das Städtische Museum und das Schraube-Museum, eine privat motivierte Erhaltung der Wohnkulter einer Fabrikantenfamilie um 1900. Aber auch das John-Cage-Orgel-Kunst-Projekt, die Gedenkstätte KZ Langenstein Zwieberge, eine Fachwerkausstellung im Kreuzgang der Liebfrauenkirche, die Türme der Martinikirche, die Höhlenwohnungen Langenstein und eine Ausstellung zu den berühmten Halberstädter Würstchen gehören zur vielfältigen Museumslandschaft von Halberstadt, in der die Institutionen auf verschiedene Art zusammenarbeiten.

### Musik
Seit dem 5. September 2001 wird in der St.-Burchardi-Kirche das Orgelwerk ORGAN²/ASLSP von John Cage (1912–1992) als langsamstes und längstandauerndes Musikstück der Welt mit einer geplanten Gesamtspieldauer von 639 Jahren aufgeführt. Da das Stück mit einer Pause beginnt, erklang der erste Orgelton erst im Februar 2003.
Seit 2012 wird in St. Martini die Gröninger Orgel von David Beck aus dem Jahr 1596 rekonstruiert, deren Prospekt noch erhalten ist.

### Bauwerke

Panorama Domplatz mit Dom und Dompropstei

Die wichtigsten Bauwerke Halberstadts befinden sich am Domplatz, einem historischen Ensemble, das im Osten vom Dom und im Westen von der Liebfrauenkirche begrenzt wird. An der Nordseite befinden sich die historischen Domherrenkurien, in denen sich heute das Städtische Museum, die Dombauhütte, das Heineanum und das Gleimhaus befinden. Im Süden stehen das ehemalige Domgymnasium und die Dompropstei, die beide zur Hochschule Harz gehören, sowie das neoromanische Postgebäude. An der Nordwestseite befinden sich der Petershof und die Peterstreppe. Die Kulturdenkmäler Halberstadts sind im Halberstädter Denkmalverzeichnis aufgeführt.
- Der Petershof ist ein ehemaliger Bischofspalast, Baubeginn war um 1059. Nach abgeschlossener Sanierung ist der Petershof Sitz der Stadtverwaltung und der Stadtbibliothek Heinrich Heine.
- Die historische Altstadt beschränkt sich auf die erhaltenen Straßenzüge der Voigtei, Bakenstraße, Gröperstraße, Rosenwinkel, Grudenberg, Grauer Hof, Steinhof und Westendorf. Sie besteht aus etwa 450 vorwiegend im niedersächsischen Fachwerkstil erbauten Häusern.

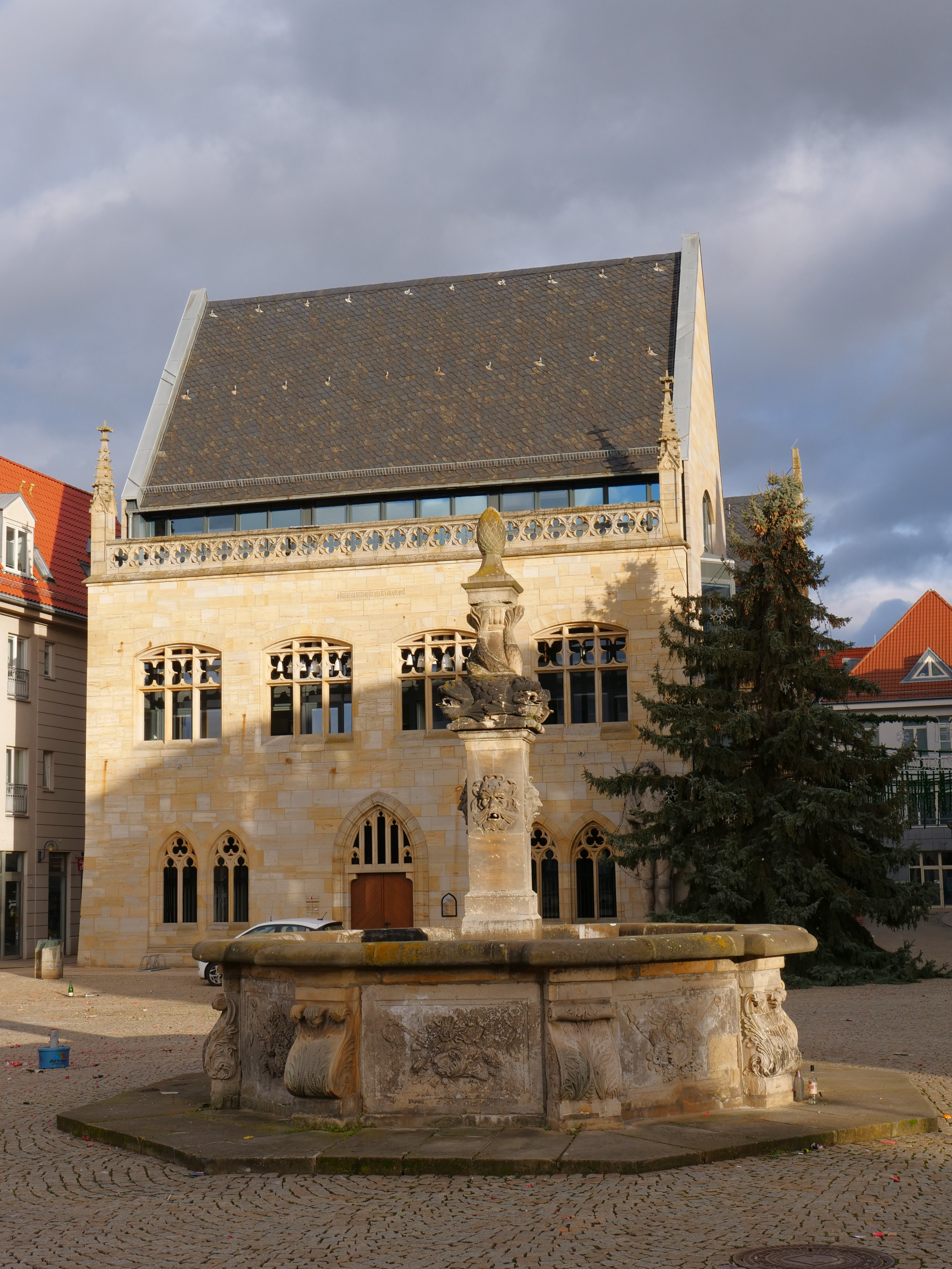
Wiederaufgebautes historisches Rathaus mit Holzmarktbrunnen

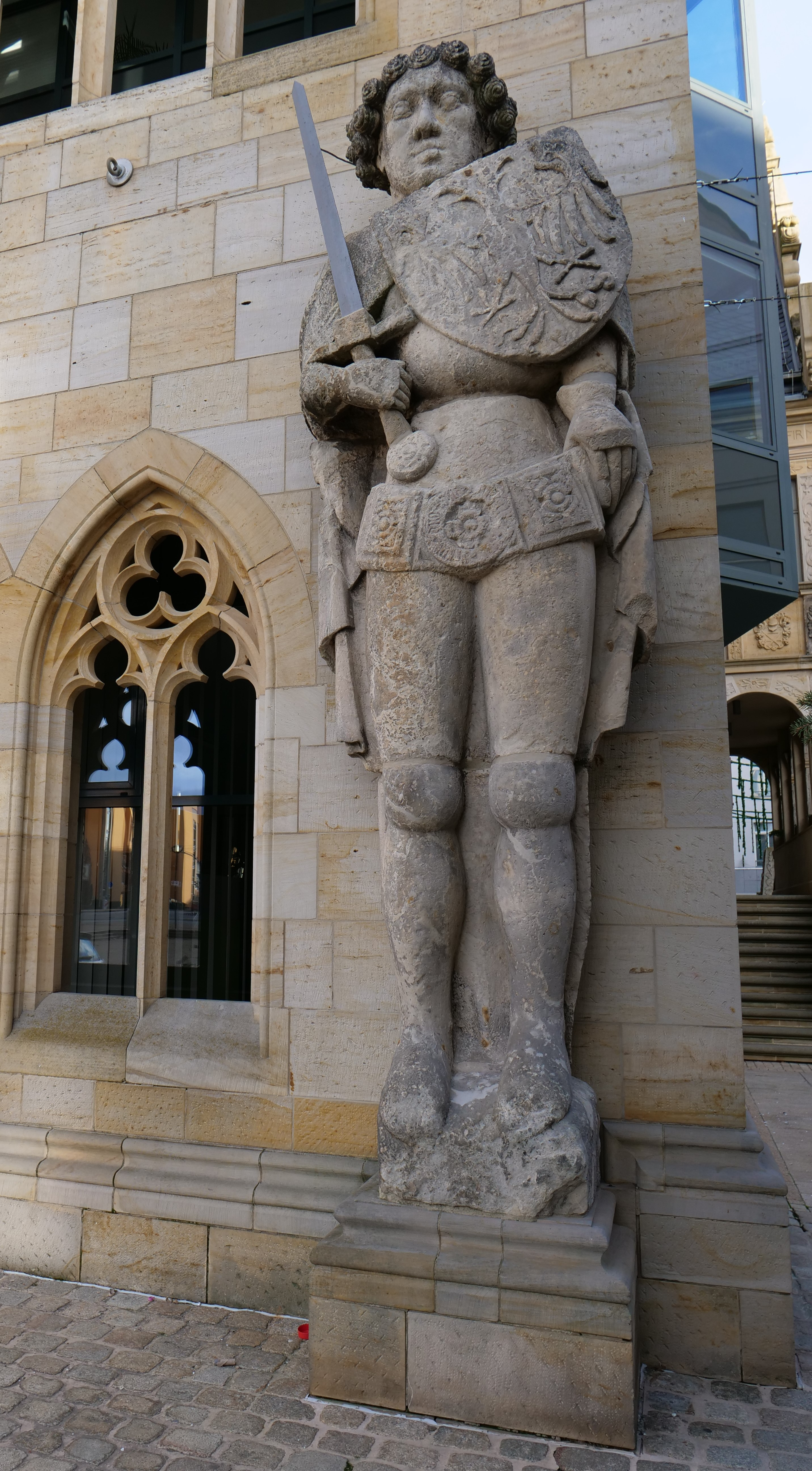
Roland am Rathaus

- Das Rathaus ist ein Neubau mit Rekonstruktion von Teilen der Fassade und der Ratslaube des kriegszerstörten Vorgängerbaus. Vor dem Gebäude steht die Rolandsstatue. An der Westfassade des Rathauses befindet sich seit 2004 ein neues Porzellanglockenspiel aus Meißner Porzellan mit 25 Glocken.
- Der Wassertorturm wurde 1444 erbaut und ist der einzige erhaltene Torturm Halberstadts.
- Der Bismarckturm, eingeweiht am 22. März 1907, ist ein 22 m hoher Aussichtsturm. Er befindet sich am westlichen Rand der Spiegelsberge und wurde zur Erinnerung an Reichskanzler Otto von Bismarck errichtet.[45]
- Der Aussichtsturm Belvedere steht ebenfalls auf den Spiegelsbergen.
- Im Jagdschloss Spiegelsberge ist das älteste und größte erhaltene Weinfass Deutschlands mit einem Fassungsvermögen von etwa 144.000 Liter gelagert.
- Die Klaussynagoge im Rosenwinkel wurde von Berend Lehmann 1703 als Wohn- und Studierhaus für drei jüdische Gelehrte erbaut. Heute ist dieses Gebäude Teil der Moses-Mendelssohn-Akademie und wird für Tagungen und Ausstellungen genutzt.
- Die 1879 erbaute Villa Koecher ist eine historistische Villa im italienischen Stil mit einem gusseisernen Treppengeländer. Sie ist denkmalgeschützt. Während der DDR-Zeit wurde das Gebäude unter anderem als Sitz des Kreisvorstandes der NDPD genutzt.
- Die Villa Magdeburger Straße 37 ist ein denkmalgeschütztes Objekt. Sie wurde 1861 als ein zeittypisches spätklassizistisches Gebäude im Auftrag des Fabrikbesitzers Gölte erbaut und ist als eine der wenigen nach der Kriegszerstörung erhalten gebliebenen Villen in der gründerzeitlichen östlichen Stadterweiterung von besonderer Bedeutung.[46]
- Die Villa Klamroth ist ein Bauwerk des Heimatstils von Hermann Muthesius, das als Hotel genutzt wird.

### Kirchen
(Siehe auch Religionen)

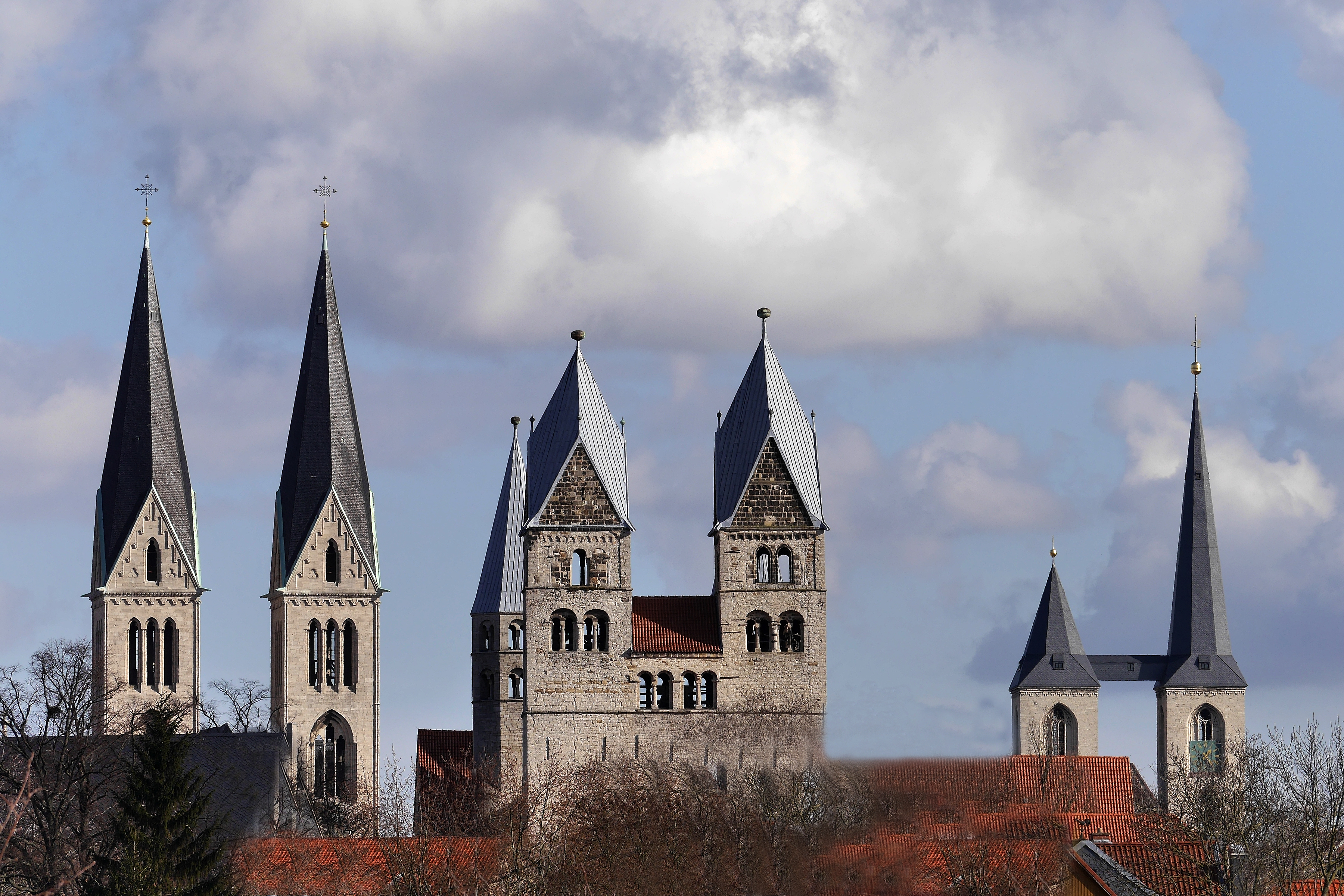
Halberstadts Kirchtürme
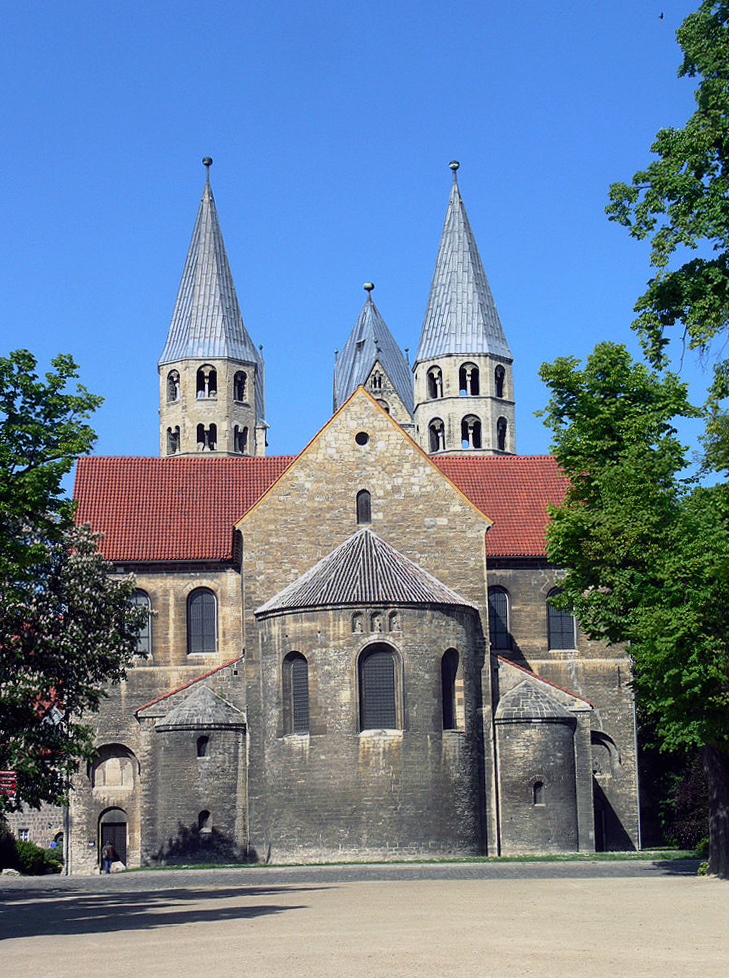
Liebfrauenkirche
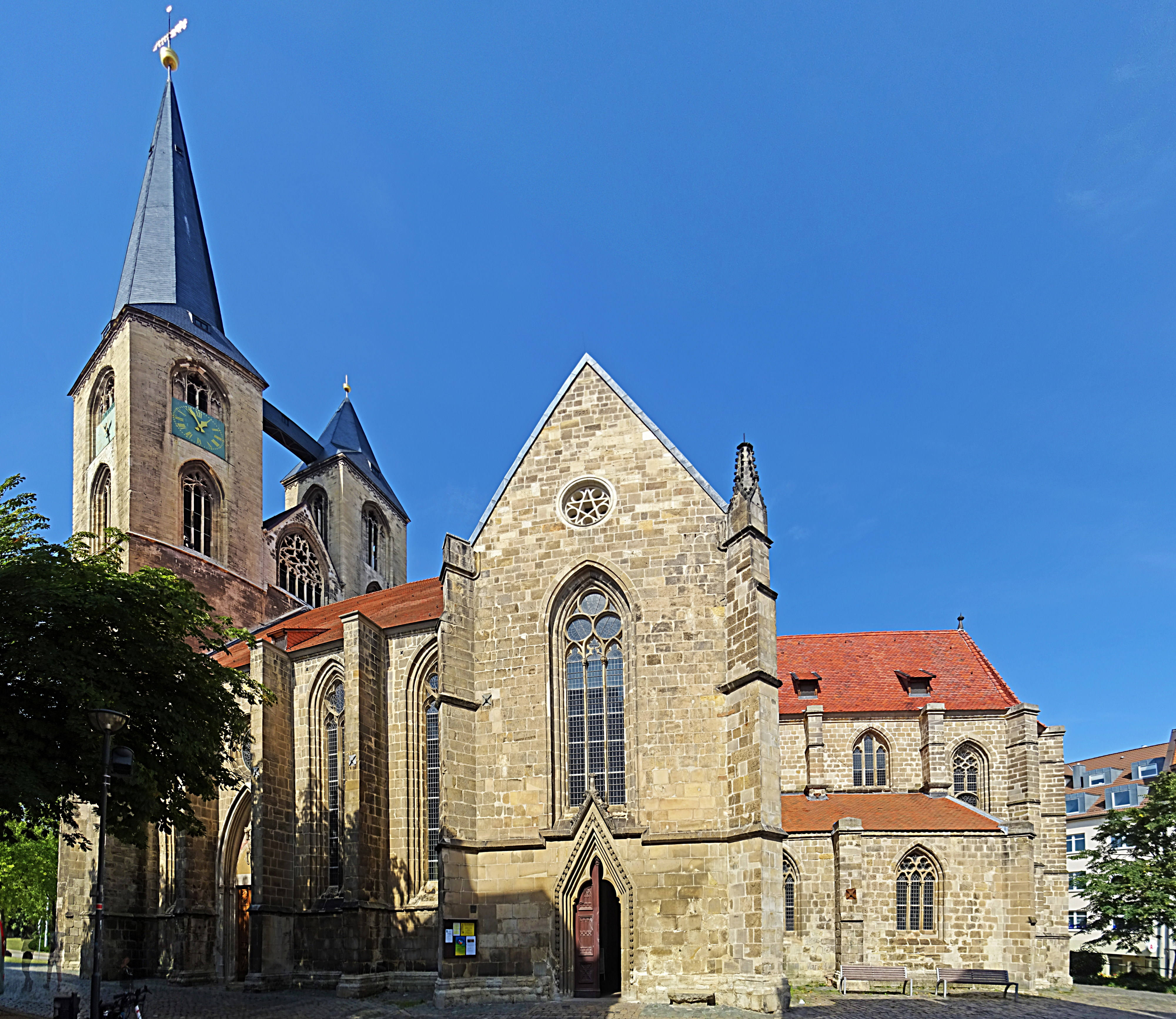
Martinikirche
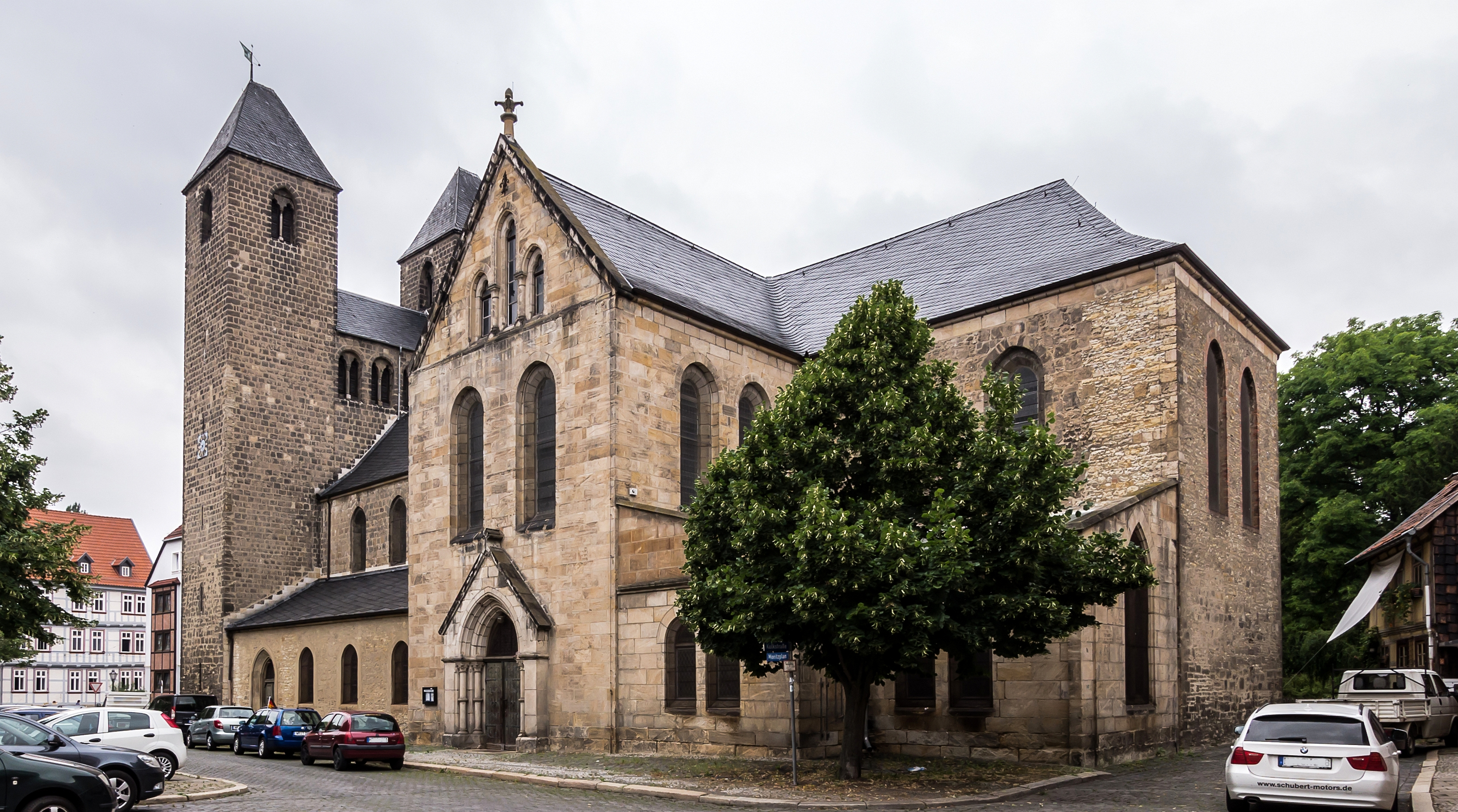
Moritzkirche
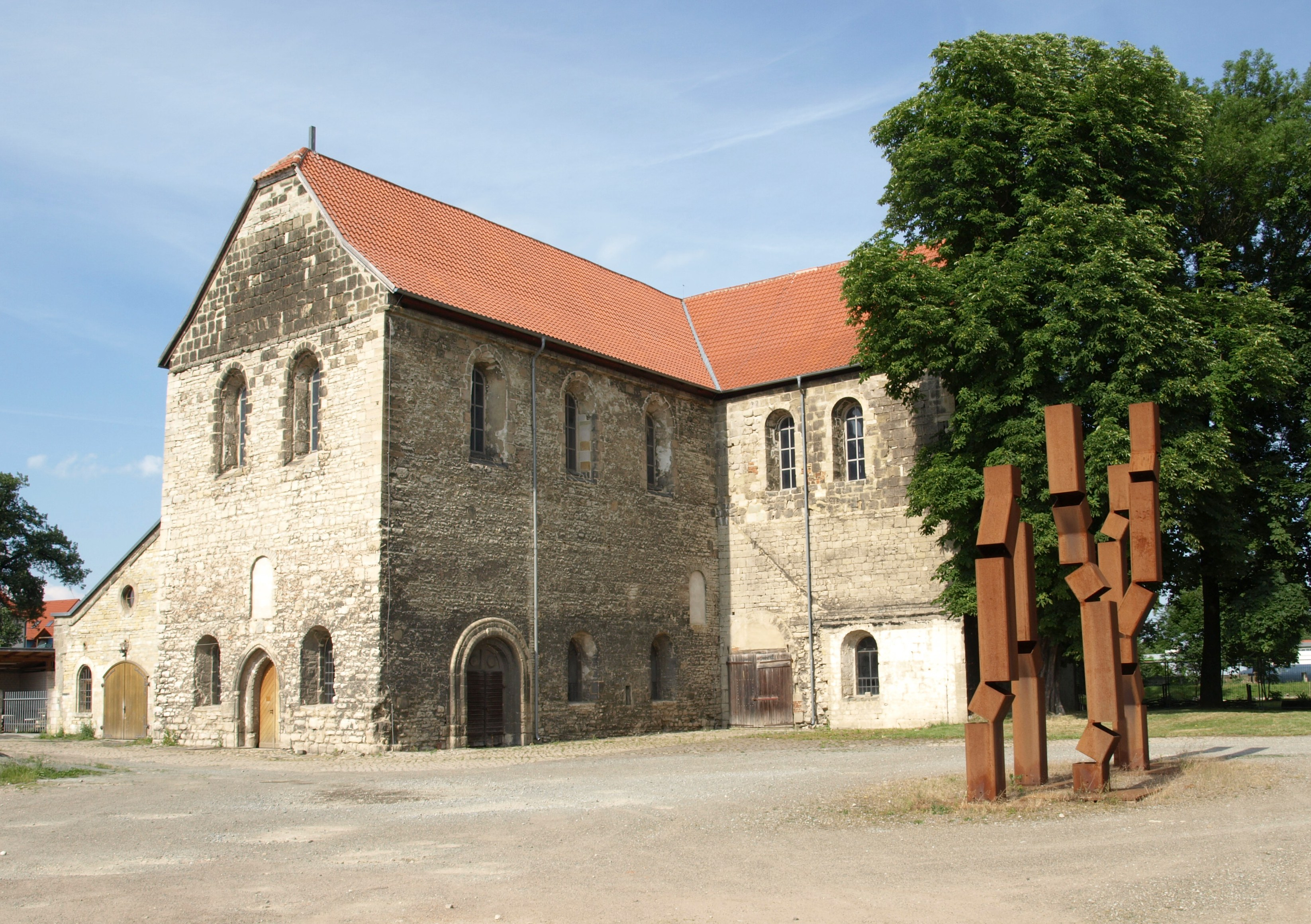
Brüche der Geschichte – Eisenskulptur von Johann-Peter Hinz vor der Burchardi-Kirche in Halberstadt.
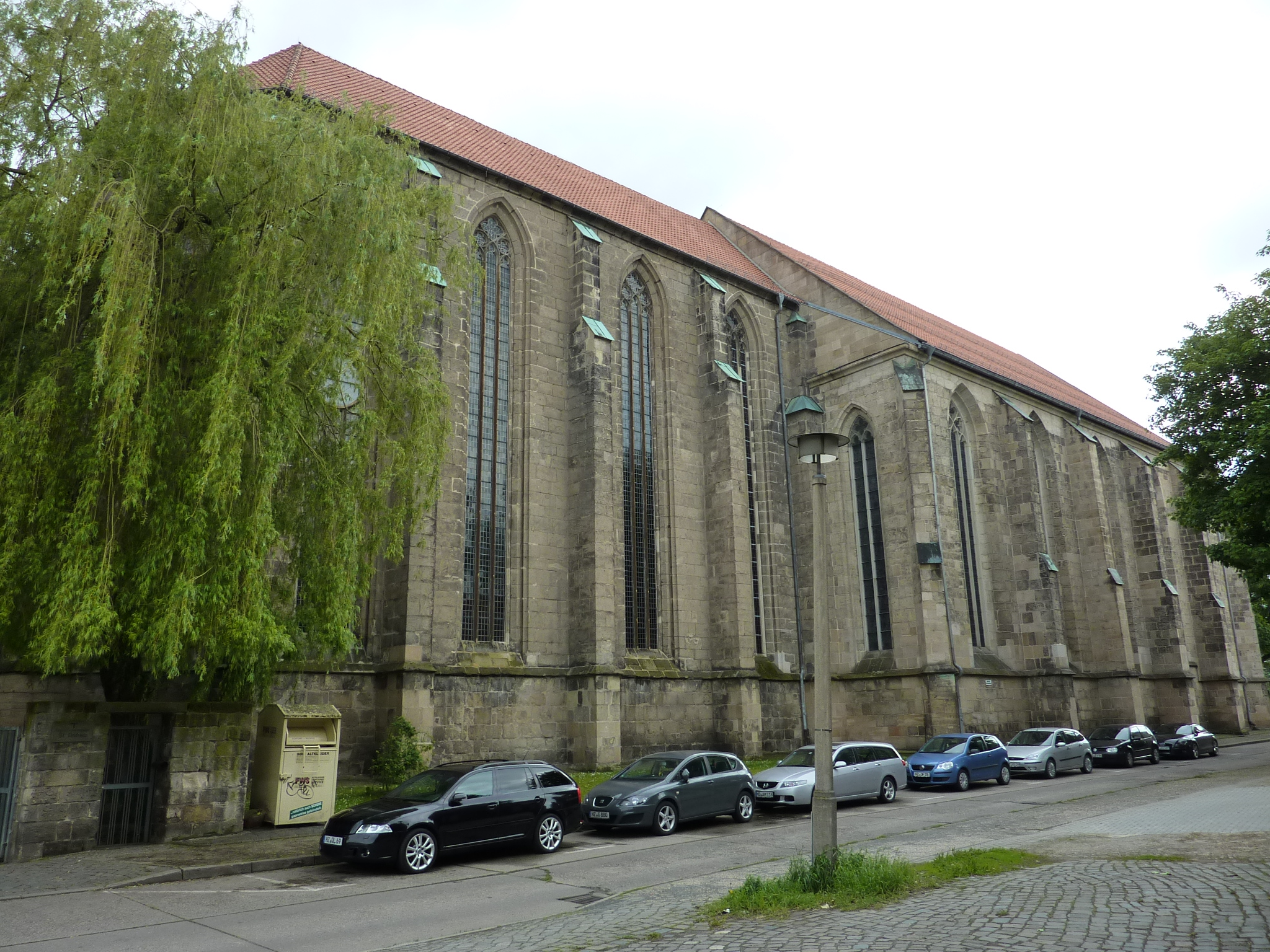
Andreaskirche

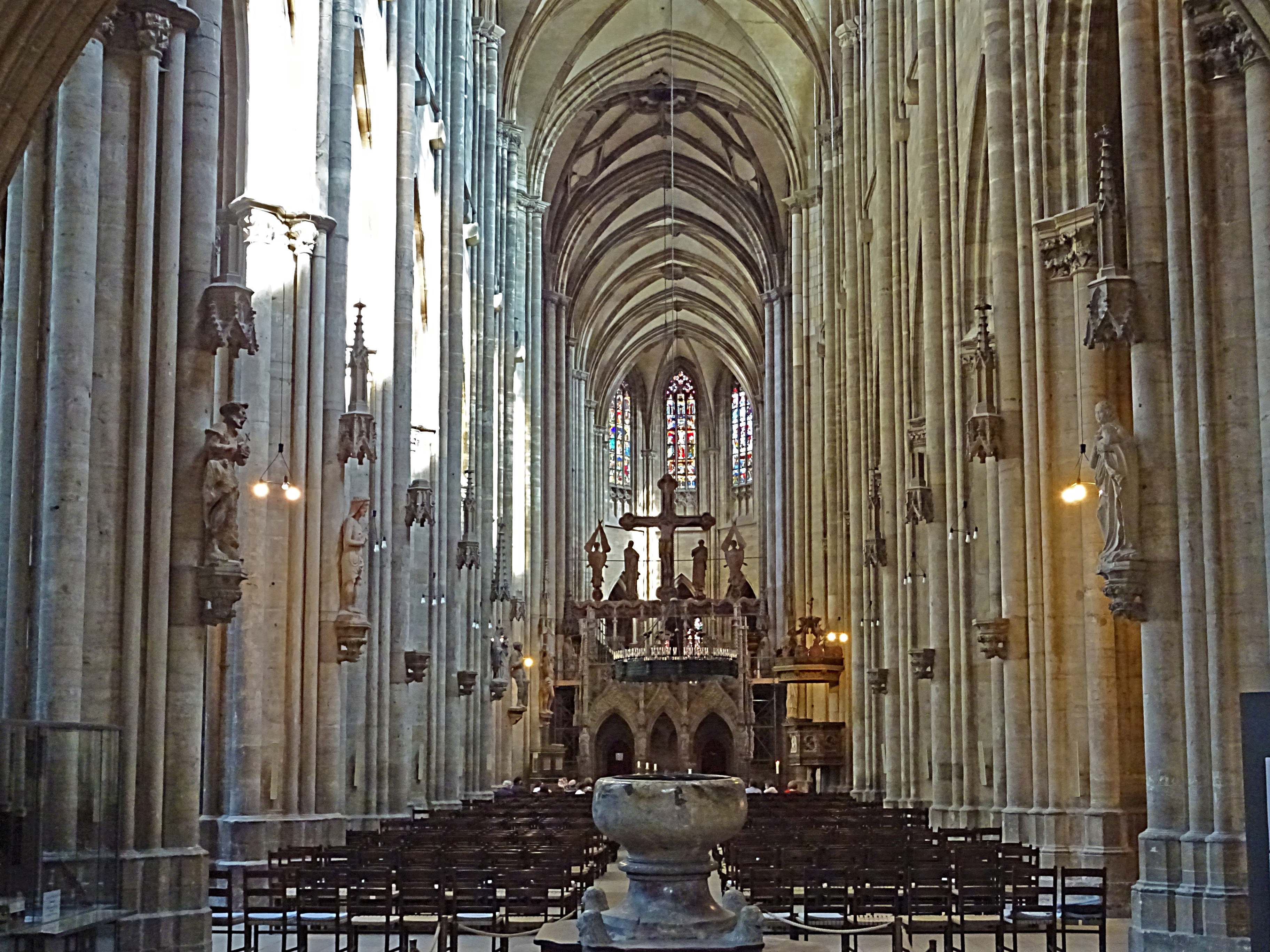
Innenansicht des Doms

- Der Dom St. Stephanus und St. Sixtus ist eine der bedeutendsten gotischen Kathedralen Deutschlands. Der Bau wurde im Jahr 1236 begonnen und nach 255 Jahren 1491 geweiht. Der Halberstädter Domschatz gilt weltweit als einer der kostbarsten Schätze sakraler mittelalterlicher Kunst.
- Die Winterkirche im frühgotischen Westflügel der Domklausur, Domplatz 16a, Halberstadt. Die Winterkirche verfügt seit 2002 über eine neue Orgel von Reinhard Hüfken.
- Die Liebfrauenkirche wurde 1146 erbaut. Sie ist eine im mittel- und norddeutschen Raum einzigartige, viertürmige romanische Pfeilerbasilika.
- Die Martinikirche wurde zwischen 1250 und 1350 erbaut. Die gotische Hallenkirche verfügt über eine massive Doppelturmfassade. Der nördliche Turm wurde bewusst niedriger gebaut, um dem Wächter im südlichen Turm eine Rundumsicht zu verschaffen.
- Die um 1246 erbaute St.-Moritz-Kirche ist eine dreischiffige Pfeilerbasilika.
- Die Burchardikirche wurde um 1210 erbaut. Sie ist eine romanische turmlose Basilika mit seltenem, rechteckigem Umgangschor, in dem seit 2001 John Cages Orgelstück As slow as possible aufgeführt wird.
- Die St.-Andreas-Kirche wurde im 13. Jahrhundert als Teil des Franziskanerklosters erbaut und ist eine turmlose gotische Hallenkirche.
- Die 1648 fertiggestellte St.-Johannes-Kirche ist eine Fachwerkkirche mit polygonalem Chorschluss und gotischen Fenstern.
- Die St.-Katharinen-Kirche, die der heiligen Katharina und der heiligen Barbara geweiht ist, wurde im 14. Jahrhundert erbaut. Die dreischiffige, turmlose Hallenkirche, bis 1810 Klosterkirche der Dominikaner, ist heute katholische Gemeindekirche.
- Die St.-Laurentius-Kirche wurde um 1194 erbaut und ist eine romanische Dorfkirche im Ortsteil Wehrstedt. Die Ruine der im Zweiten Weltkrieg zerstörten Kirche wurde 1993 in einer spektakulären Aktion der ARD-Fernsehsendung „Jetzt oder nie“ in nur 60 Stunden auf den alten Mauerresten wiederaufgebaut.
- Die Kapelle im Campestift der Zionsgemeinde, Am Johannesbrunnen 36, Halberstadt

### Allgemeine Friedhöfe
- Massengräber auf dem Hauptfriedhof für die über 2.000 Opfer der Bombenangriffe auf Halberstadt von 1944 und 1945, besonders vom 8. April 1945.
- Massengrab auf dem Hauptfriedhof, das an Bombenopfer unter ausländischen Arbeitskräften und Opfer der Zwangsarbeit erinnert.
- Gedenkstein für die italienischen Bombenopfer in Halberstadt
- Auf dem Friedhof des Ortsteiles Emersleben erinnern zwei Sammelgräber und ein Einzelgrab an 13 sowjetische Kriegsgefangene, neun Kinder sowjetischer Zwangsarbeiter/-innen und an einen Zwangsarbeiter, die alle während des Zweiten Weltkriegs unter miserabelsten Lebensbedingungen starben.
- Ehrenhain für die Verfolgten des Naziregimes, auf dem 164 Häftlinge des Außenlagers des KZ Langenstein-Zwieberge begraben sind
- Grabstein auf der Grabstätte der sozialdemokratischen Landtagsabgeordneten Minna Bollmann, die durch die Verfolgung der Nationalsozialisten 1935 in den Freitod getrieben wurde
- Familiengrab von Hans-Georg Klamroth als Mitwisser des Attentats vom 20. Juli 1944, in Berlin-Plötzensee ermordet
- Gedenkstein von 1988 an die jüdischen Opfer der Shoa
- Sammelgrab auf dem Friedhof des Ortsteiles Wehrstedt für elf namentlich unbekannte serbische Personen, die während des Zweiten Weltkrieges Opfer von Zwangsarbeit wurden
- Ehrenanlage am Fuße der Spiegelsberge für 864 Rotarmisten (nach anderen Angaben 559) sowie sowjetischen Kriegsgefangenen als Opfer von Zwangsarbeit
- Grabfelder auf dem Hauptfriedhof für hier bestattete 403 deutsche Soldaten des Ersten Weltkrieges und 500 Soldaten des Zweiten Weltkrieges.

### Jüdische Friedhöfe

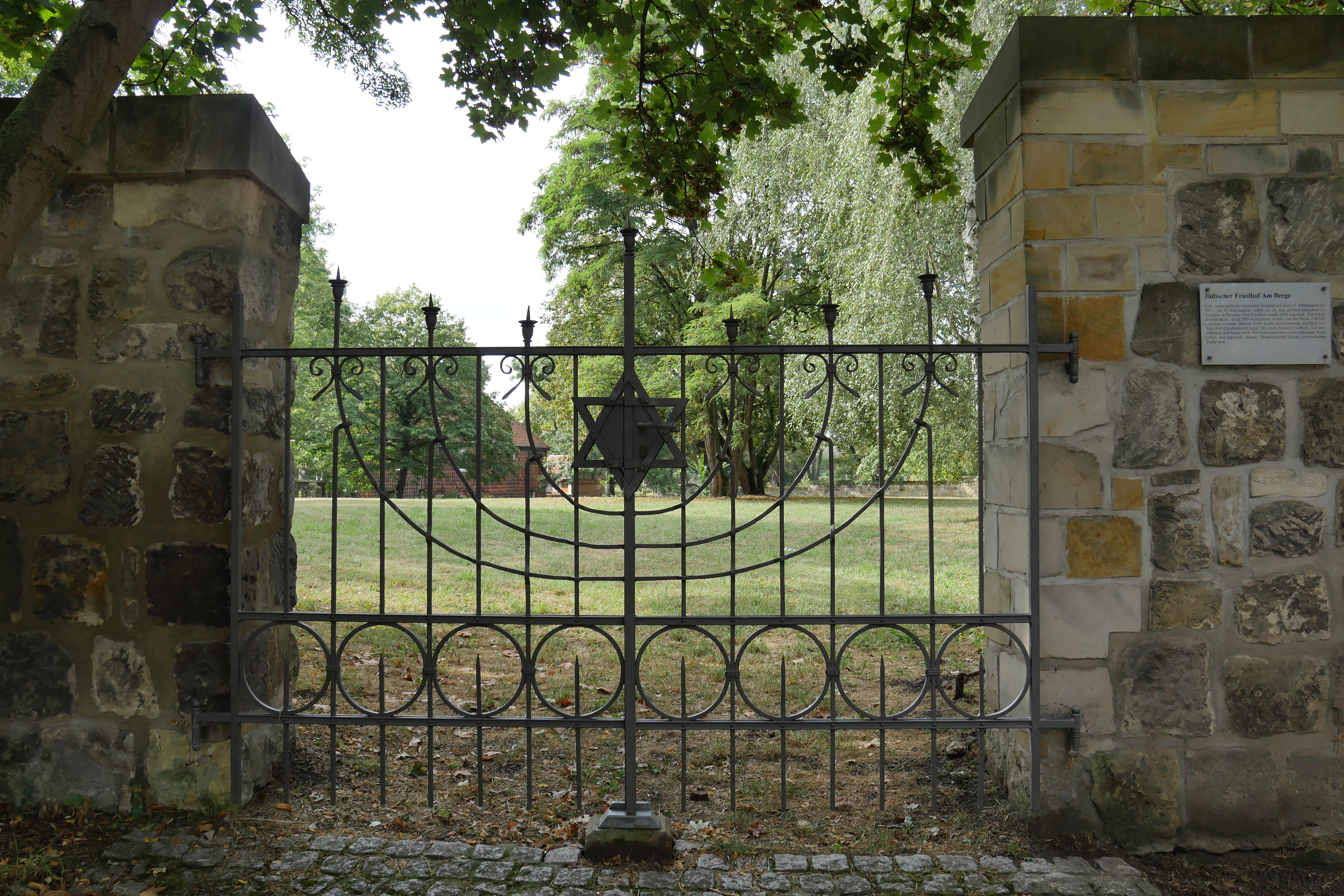
Pforte zum Jüdischen Friedhof in Halberstadt, Westendorf (2016)

In Halberstadt gibt es drei jüdische Friedhöfe (siehe Hauptartikel Jüdische Friedhöfe in Halberstadt):
- Der Alte Friedhof an der Sternstraße, am sogenannten „Roten Strumpf“, wurde 1644 angelegt. Noch heute befinden sich etwa 150 verwitterte Grabsteine dort. Der älteste noch erhaltene Grabstein stammt aus dem Jahr 1659. 1938 wurde der Friedhof von Nationalsozialisten geschändet, die Grabsteine wurden zum Teil für Splitterschutzgräben verwendet. Die meisten der über 1800 Grabsteine wurden erst im Frühjahr 1945 zum Bau von Panzersperren gegen die aus Richtung Braunschweig vorrückenden  Alliierten verwendet. In den Unterlagen des Stadtarchivs befindet sich ein Grabsteinplan aus dem Jahre 1945; das heißt, die Grabsteine wurden damals für den Verwendungszweck „Panzersperren“ registriert.
- Auf dem Friedhof Am Berge (1695 eröffnet) sind noch ungefähr 400 Grabsteine in gutem Zustand zu finden, unter anderem von verdienstvollen Persönlichkeiten wie Mitgliedern der Familie Hirsch und Berend Lehmann. Dieser zweite Friedhof wurde 1696 neben dem ältesten Friedhof eröffnet. Er wurde bis in die 1930er Jahre belegt.
- Der dritte und jüngste Friedhof, 1895 angelegt, ist an der Klein-Quenstedter Chaussee zu finden, als Teil des städtischen Friedhofs. Er steht unter Denkmalschutz. Auf diesem Friedhof sind noch 384 Grabstellen mit etwa 300 Grabsteinen vorhanden. Die „Trauerhalle“ wurde im Zuge der Reichspogromnacht 1938 niedergebrannt und gesprengt, die Gräber blieben jedoch bis auf wenige Ausnahmen unangetastet.

### Denkmale

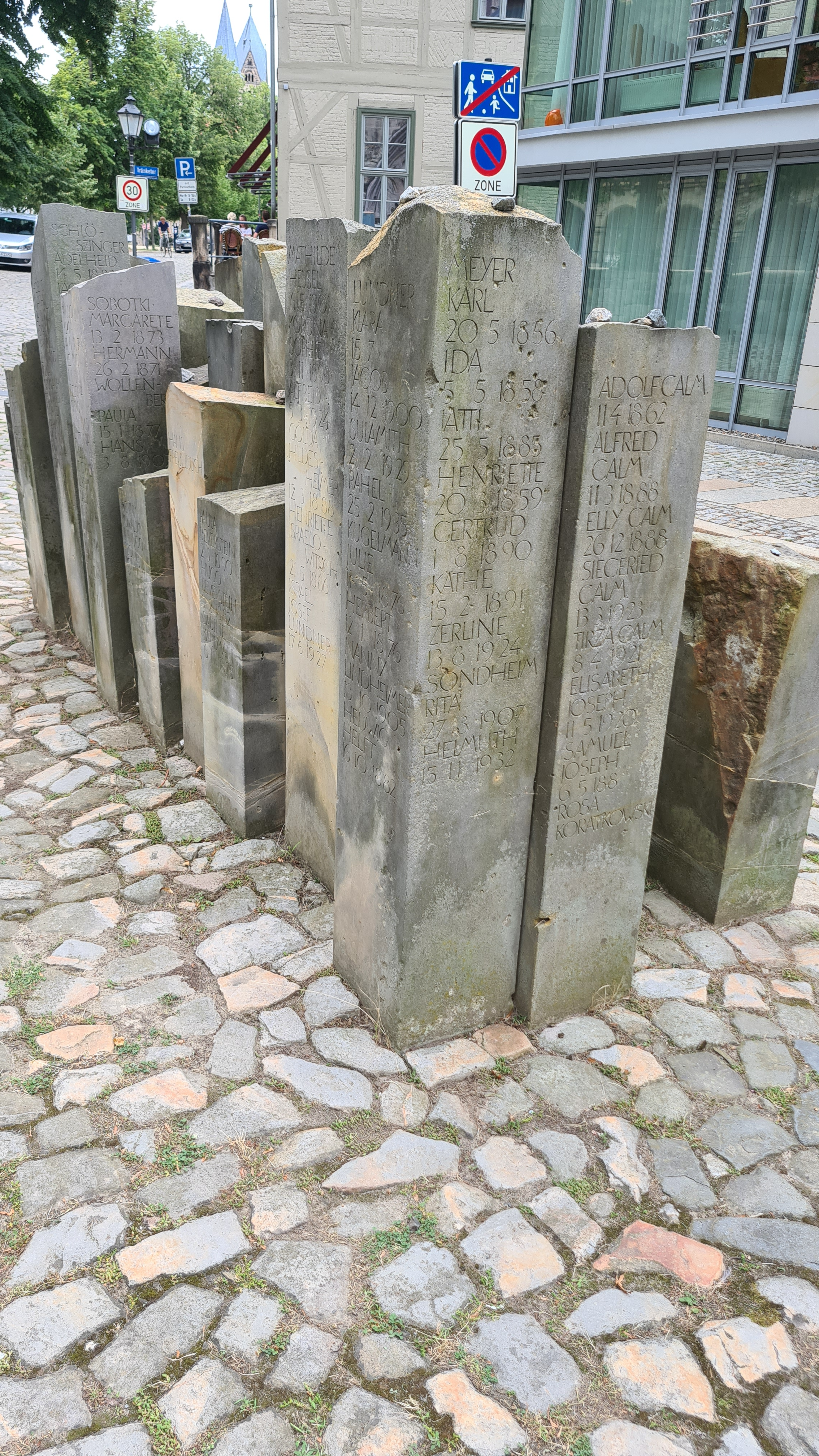
Mahnmal am Dom für die jüdischen Opfer der Shoa

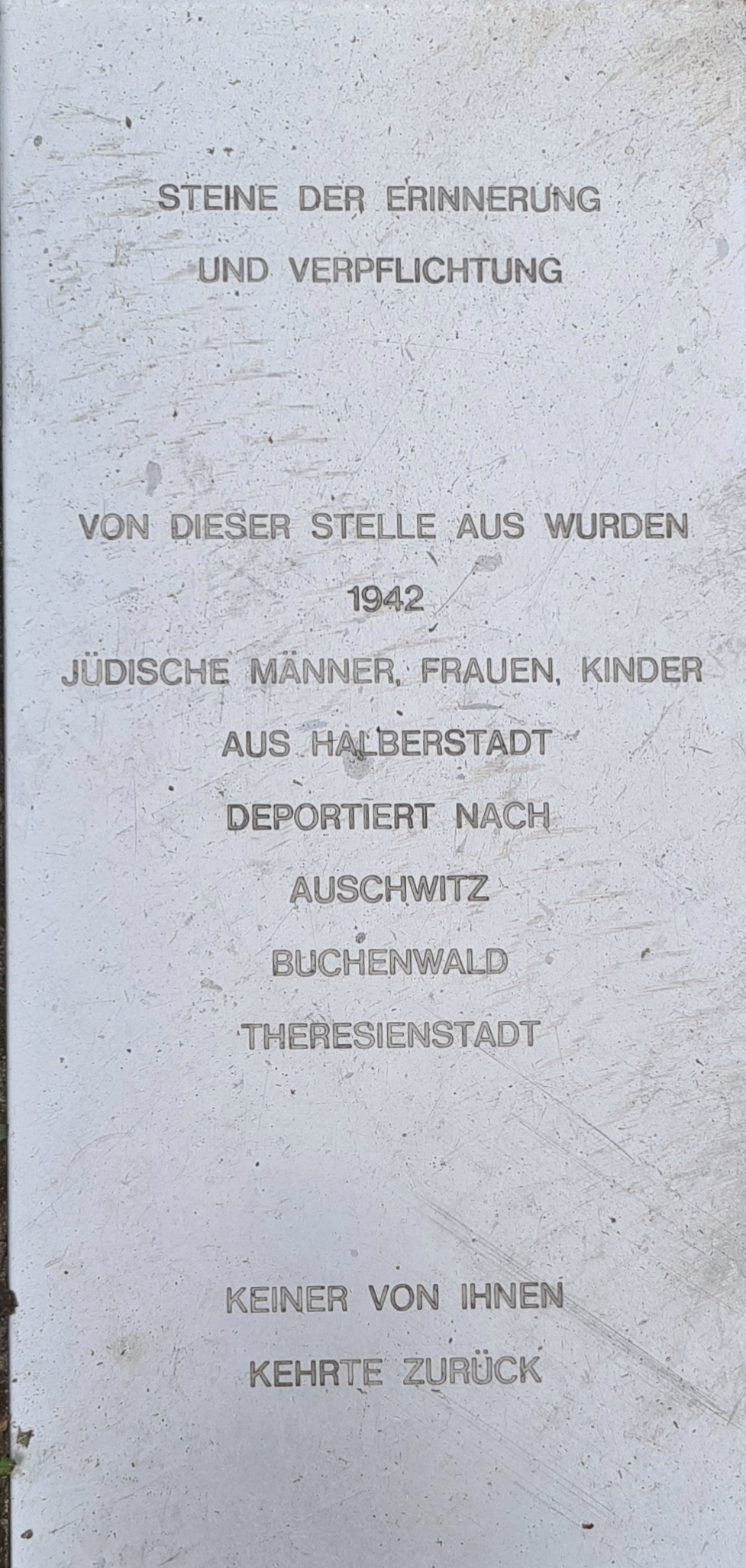
Bodenplatte vor dem Mahnmal

- Halberstädter Roland vor dem Rathaus
- Standbild der Dichterin Anna Louisa Karsch, 1784 von J. C. Stubnitzky in den Spiegelsbergen als erstes Dichterstandbild in Deutschland erschaffen, heute mit einem von Daniel Priese ergänzten Kopf im Foyer des Gleimhauses
- Gedenktafel an einer Turnhalle an der Wehrstedter Brücke zur Erinnerung an 124 Opfer von Zwangsarbeit während des Zweiten Weltkrieges
- Mahnmal von 1982 am Dom für die jüdischen Opfer der Shoa
- Steine der Erinnerung aus dem Jahre 1992 von dem Bildhauer Daniel Priese auf dem Domplatz zur namentlichen Erinnerung an alle umgebrachten Juden Halberstadts
- Schaukasten an der Sekundarschule „Anne Frank“ in der Hans-Neupert-Straße zur Erinnerung an das Leben der Anne Frank
- Gedenktafel an der Ruine des Polizeigefängnisses in der Gerhart-Hauptmann-Straße an die Opfer eines frühen KZ
- Ruine der Franzosenkirche: seit 1968 Erinnerungsort an die Opfer der Bombenangriffe auf Halberstadt. Im Luftschutzraum der ehemaligen Kirche kamen am 8. April 1945 etwa 70 Menschen ums Leben.
- Denkmal (von 2004) vor dem Rathaus für die Trümmerfrauen von Halberstadt, die die Schuttmassen als Folge des Bombenangriffs vom 8. April 1945 weggeräumt haben
- Denkmal an der Turmseite der Martinikirche in Erinnerung an die Friedliche Revolution in Halberstadt 1989
- Thingstein (Lügenstein, Teufelsstein) aus vorchristlicher Zeit, Nähe Domeingang. Der heutige Domplatz war germanische Thingstätte.
- Baumdenkmal für die Deutsche Einheit auf der Grünfläche Ecke Hoher Weg / Schmiedestraße gegenüber der Bürgerkirche St. Martini.[26][27]

### Freizeit und Sport

#### Freizeiteinrichtungen
- Freizeit- und Sportzentrum am Sommerbad
- Halberstädter See
- Campingplatz „Camping am See“
- Kino (Kinopark Zuckerfabrik)

#### Parkanlagen
- Die Halberstädter Berge umfassen die Theken-, Klus- und Spiegelsberge. Sie sind der Stadt südlich vorgelagert und bilden mit etwa 400 Hektar Gesamtfläche das größte zusammenhängende Erholungsgebiet des Harzvorlandes. Der Landschaftspark Spiegelsberge gehört zum Netzwerk Gartenträume Sachsen-Anhalt.
- Der Tiergarten Halberstadt, seit 1961 in den Spiegelsbergen, beherbergt mehr als 250 Tiere in 75 Arten.
- Die Plantage ist  westlich vom Zentrum und ist ein Park zur Erholung, im Stadtinneren.
- Der Ententeich nördlich der Vogtei ist ein im Mittelalter angelegter Teich. In der Vergangenheit war er Inspirationsstätte für Poeten, beispielsweise Johann Wilhelm Ludwig Gleim. Daher wird der Weg entlang des Teiches auch Poetengang genannt.
- Die Parkanlage Schützenstraße östlich des Zentrums von Halberstadt bildet – wie die Plantage und der Ententeich – einen unvollständigen grünen Ring um die Altstadt[47]
- Der Käthe Kollwitz Park liegt am Käthe Kollwitz Platz, direkt vor dem gleichnamigen Gymnasium[48]
- Der Schlosspark Langenstein im Halberstädter Ortsteil Langenstein, einige Kilometer südwestlich der Kernstadt, beherbergt unter anderem das Schloss Langenstein[49]

#### Sporteinrichtungen und -veranstaltungen

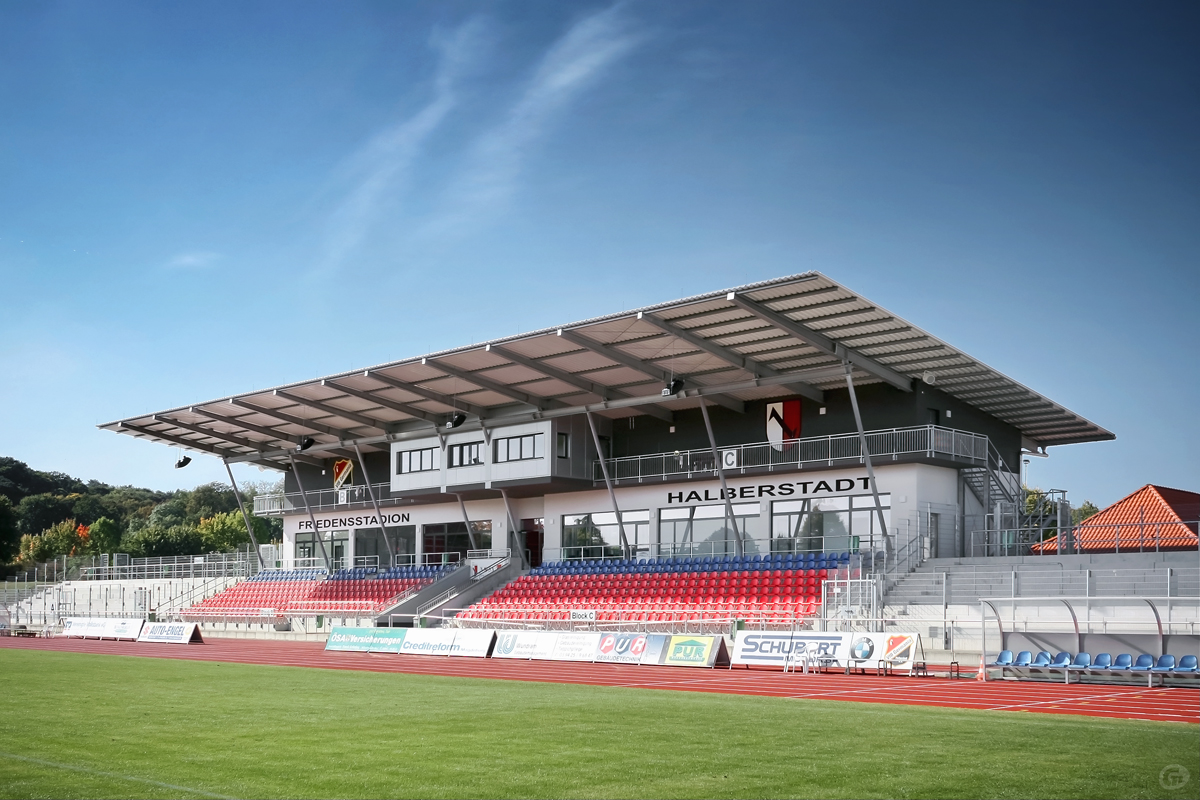
Friedensstadion Halberstadt, Spielort des Regionalligisten VfB Germania Halberstadt

- In Halberstadt gibt es das Friedensstadion, das als Heimspielstätte des Fußball-Regionalligisten VfB Germania Halberstadt genutzt wird, zu dem auch die Abteilungen Leichtathletik (viermaliger deutscher Vizemeister bei der deutschen Mannschaftsmeisterschaft der Männer), Judo, Turnen und Cheerleading gehören.
- Freizeit- und Sportzentrum
- Zuckerfabrik Sport Factory
- Halberstadt ist Austragungsort des Harzer Radmarathons mit der 303 km langen Harzumrundung, der Harzquerfahrt über 155 km und weiteren Strecken. Dazu gibt es den Lauf über den Gläsernen Mönch und den Altstadtlauf zur Förderung des Erhalts und Wiederaufbaus der Reste der historischen Altstadt.

#### Inklusion
2021 bewarb sich die Stadt als Host Town für die Gestaltung eines viertägigen Programms für eine internationale Delegation der Special Olympics World Summer Games 2023 in Berlin. 2022 wurde sie als Gastgeberin für Special Olympics Madagaskar ausgewählt. Damit wurde sie Teil des größten kommunalen Inklusionsprojekts in der Geschichte der Bundesrepublik mit mehr als 200 Host Towns.

### Kulinarische Spezialitäten
Die Halberstädter Würstchen sind als besondere Spezialität der Stadt bekannt. Das Halberstädter Würstchen war weltweit das erste Würstchen in der Dose.

### Regelmäßige Veranstaltungen
- Wöchentliche öffentliche Stadtführung
- Dom zu Halberstadt:
  - Orgelführungen
  - Mittagsgebet mit Geläut und Orgelmusik (jeder Freitag)
  - Geläut und Orgelmusik  (jeden Samstag)[52]
- Ton am Dom - Ein Fest der Kunst, Kultur und Kulinarik (Juli)
- Halberstadtfest (Juli)
- Halberstädter Orgeltag (September)

## Wirtschaft und Infrastruktur

### Wirtschaft
Die Wirtschaft Halberstadts wird durch kleine und mittlere Unternehmen geprägt. Die Stadtverwaltung hat drei Gewerbegebiete und ein Industriegebiet im Osten der Stadt ausgewiesen, in dem neue Gewerbebetriebe angesiedelt werden. Die Arbeitslosenquote im Landkreis Harz liegt mit 4,7 Prozent (Stand: September 2019) etwas niedriger als im Durchschnitt des Landes Sachsen-Anhalt (6,7 % September 2019).
Laut Bundesinstituts für Bau-, Stadt-, und Raumforschung (BBSR) verzeichnete Halberstadt Anfang 2023 ein überdurchschnittliches Wirtschaftswachstum und wird der höchsten Wachstumskategorie zugeordnet. Vor allem im Bereich Medizintechnik ist Halberstadt wirtschaftlich mit mehreren Firmen vertreten.
Überregional bekanntes Produkt sind die Halberstädter Würstchen der Halberstädter Würstchen- und Konservenvertriebs-GmbH. Daneben gibt es eine Reihe kleinerer Unternehmen, unter anderem des Maschinenbaus, des Landmaschinenbaus, der Kunststoff- und Medizintechnik (Primed), ein Möbelwerk (HMW) und als ältestes Industrieunternehmen ein Gummiwerk (Teguma). 
Zu DDR-Zeiten war vor allem der Maschinenbau Halberstadt in den Hallen des ehemaligen Flugzeugwerkes und das Reichsbahn-Ausbesserungswerk (RAW) von Bedeutung. Das Werk hatte maßgeblichen Anteil an Entwurf und Fertigung der UIC-Z- und Mitteleinstiegswagen der DR, den „Halberstädtern“. Das Werk wird seit 2002 als VIS Verkehrs Industrie Systeme GmbH weiter betrieben und arbeitet am Neubau und der Ausbesserung von Schienenfahrzeugen. So wurden z. B. die Innenausbauten der Züge des Harz-Elbe-Express (HEX) und der Service für die Abellio Dieseltriebwagen von VIS vorgenommen.
Am Stadtrand befindet sich das weithin sichtbare Getreidesilo Halberstadt.
Das Unternehmen Daimler Truck plant in Halberstadt bis zum Jahr 2026 einen neuen internationalen Logistikstandort mit bis zu 600 Arbeitsplätzen zu errichten.

### Gericht
Seit 1849 bestand das Kreisgericht Halberstadt. 1879 wurde dies aufgehoben und stattdessen das Amtsgericht Halberstadt, das zum Landgerichtsbezirk Magdeburg und zum Oberlandesgerichtsbezirk Naumburg gehört, geschaffen. Zwischen 1952 und 1992 bestand in der DDR stattdessen wieder ein Kreisgericht Halberstadt.

### Verwaltung
In Halberstadt gibt es die folgenden Behörden und Einrichtungen mit über die Grenzen der Stadt hinausgehender Bedeutung:
- Amt für Landwirtschaft, Flurneuordnung und Forsten Mitte
- Außenstelle des Bundesamtes für Migration und Flüchtlinge (ehemals Bundesamt für die Anerkennung ausländischer Flüchtlinge)
- Zentrale Aufnahmestelle (ZASt) für Asylsuchende (als Erstaufnahme-Einrichtung in Sachsen-Anhalt)[56]
- kirchliches Verwaltungsamt Halberstadt
- Landesstraßenbaubehörde Sachsen-Anhalt Regionalbereich West
- Landesbetrieb für Hochwasserschutz und Wasserwirtschaft
- Landkreis Harz
- Polizeirevier Harz
- Staatsanwaltschaft Magdeburg, Zweigstelle Halberstadt
- Staatliches Gewerbeaufsichtsamt

### Verkehr

#### Straße
Die Stadt liegt an den Bundesstraßen B 79, B 81 und B 245 sowie in räumlicher Nähe zur Bundesautobahn 36 (Braunschweig–Bernburg (Saale)).
Laut Bundesverkehrswegeplan 2030 ist für Halberstadt eine nördliche Ortsumfahrung für die B79 und B81 vorgesehen.

#### Eisenbahn

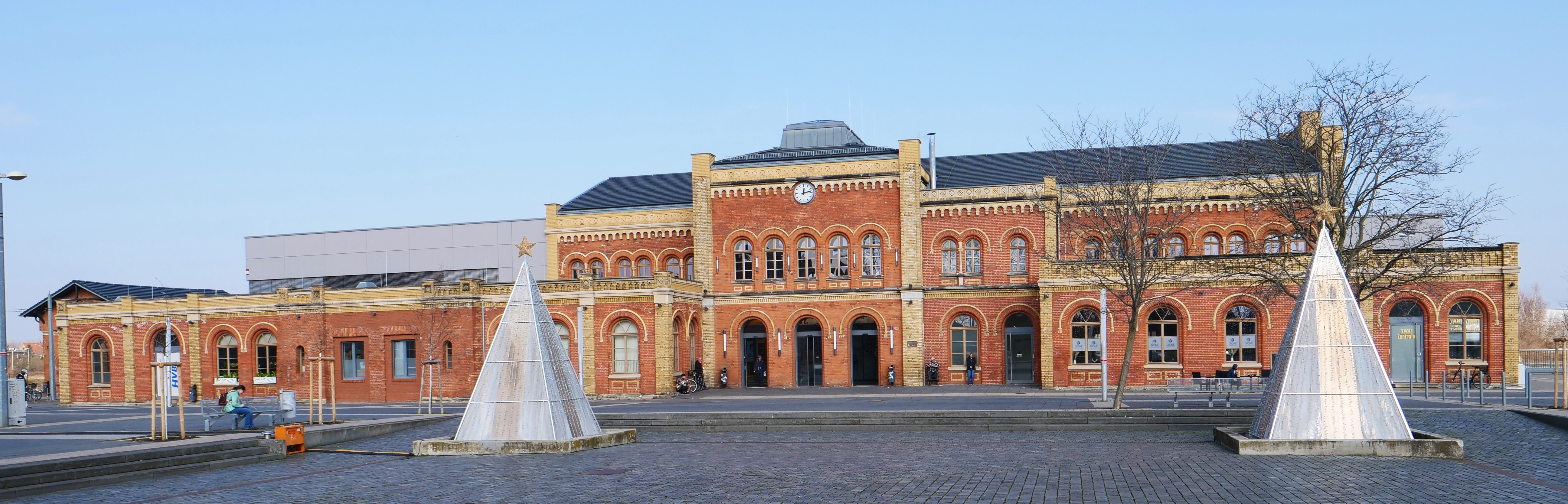
Bahnhofsgebäude

Bahntechnisch ist Halberstadt größter Verkehrsknotenpunkt im Nordharz mit stündlichen Direktverbindungen in Richtung Magdeburg, Halle (Saale), Goslar über Wernigerode, Blankenburg (Harz) und Thale über Quedlinburg, die im Personenverkehr von Regionalverkehre Start Deutschland gefahren werden. Am Wochenende kommen mit dem Harz-Berlin-Express Direktverbindungen nach Berlin hinzu. Der Halberstadt Hauptbahnhof wurde, nach Kauf und Sanierung durch die Stadt, 2011 zum „Bahnhof des Jahres“ gekürt. Weiterhin gibt es im Stadtgebiet mit dem Bahnhöfen Halberstadt-Spiegelsberge,  Halberstadt-Oststraße und Langenstein drei weitere Stationen.

#### Busverkehr

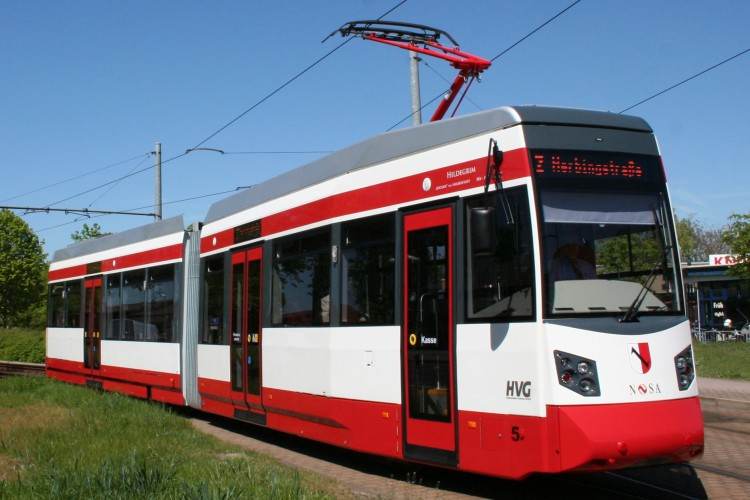
Niederflurstraßenbahn des Typs „Leoliner“

Der öffentliche Personennahverkehr wird unter anderem durch den PlusBus des Landesnetzes Sachsen-Anhalt erbracht. Folgende Verbindung führt ab Halberstadt:
- Linie 210: Halberstadt ↔ Ströbeck ↔ Dardesheim ↔ Osterwieck ↔ Vienenburg

Den Busverkehr im Landkreis Harz betreiben die Harzer Verkehrsbetriebe. Südöstlich des Bahnhofs befindet sich der Busbahnhof, von dem im laufenden Fahrplan 9 Linien verkehren.

#### Straßenbahn
In Halberstadt verkehren seit 1903 elektrische Straßenbahnen, deren Zukunft nach den erfolgten Sanierungsarbeiten in der Friedrich-Ebert-Straße und der Beschaffung fünf fabrikneuer Niederflurstraßenbahnen des Typs „Leoliner“ (NGTW6-H) zwischen Oktober 2006 und Februar 2007 gesichert ist.
Den Stadtverkehr betreibt die Halberstädter Verkehrs-GmbH, bestehend aus zwei Straßenbahnlinien und sechs Buslinien, davon eine sogenannte Nachtbuslinie. Zentraler Umsteigepunkt ist neben dem Hauptbahnhof die Haltestelle Holzmarkt, die sich direkt im Stadtzentrum befindet und an der sich die Linien treffen.

### Trinkwasserversorgung und Abwasserentsorgung
Das Trinkwasser für Halberstadt wird durch die Halberstadtwerke an die Endverbraucher abgegeben. Es handelt sich um ein Mischwasser aus zwei unterschiedlichen Quellen: Ein Teil wird über vier 40 Meter tiefe Brunnen aus Grundwasser gewonnen und im Kluswasserwerk  aufbereitet. Dieses wird von der Trinkwasserversorgung Magdeburg GmbH betrieben. Der andere Teil stammt aus der Rappbode-Talsperre im Harz und wird im Wasserwerk Wienrode  aufbereitet, welches der Fernwasserversorgung Elbaue-Ostharz gehört. Die Halberstadtwerke verteilen über ein 288 Kilometer langes Leitungsnetz jährlich 1,6 Mio. m³ Trinkwasser.
Die Gesamthärte liegt mit 12,0 °dH im Härtebereich „mittel“. Der Brutto-Verbrauchspreis beträgt 2,11 €/m³.
Die Abwasserentsorgung übernimmt die Abwassergesellschaft Halberstadt. Mit dem Bau des 300 Kilometer langen Kanalnetzes wurde Ende des 19. Jahrhunderts begonnen. Gut drei Viertel des Stadtgebietes werden im Trennsystem entwässert (separate Kanäle für Schmutzwasser und Regenwasser). Das Wasser wird in der zentralen Kläranlage „Am Bullerberg“  gereinigt. Sie wurde 1906 in Betrieb genommen und zuletzt im Jahr 2000 ausgebaut. Die Anlage hat eine Kapazität von 60.000 Einwohnerwerten. Das gereinigte Abwasser (2,5 Mio. m³ pro Jahr) wird in die Holtemme eingeleitet.
Das, bei der Faulung des anfallenden Klärschlamms entstehende, Klärgas wird zur Stromerzeugung verwendet. So kann die Anlage inzwischen knapp die Hälfte ihres Energiebedarfs selbst decken.

### Forschungs- und Bildungseinrichtungen

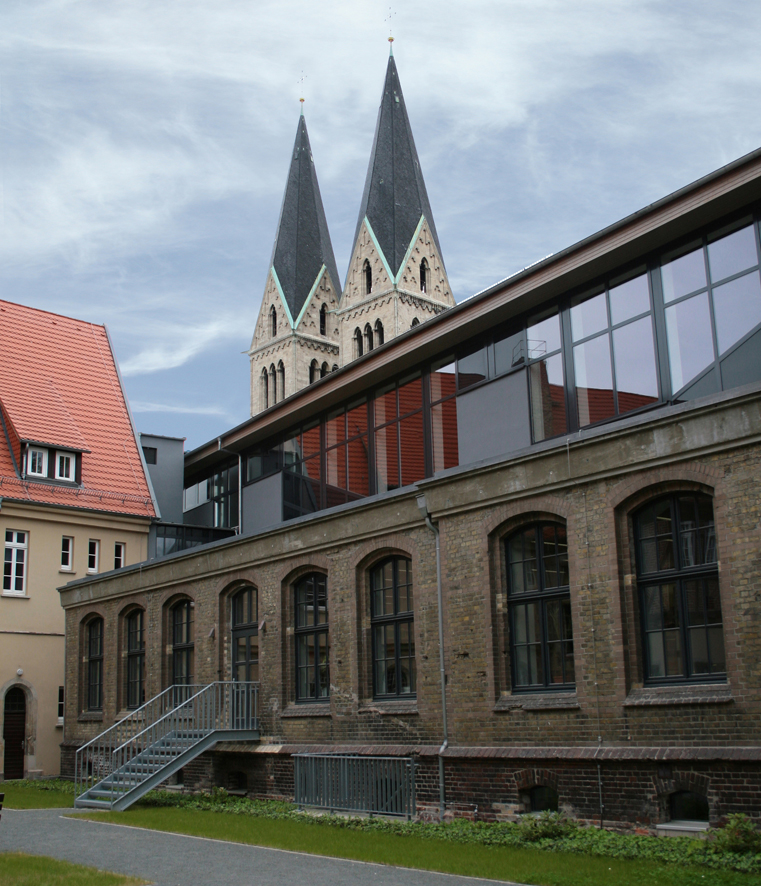
Gebäude des Fachbereichs Verwaltungswissenschaften der Hochschule Harz

- Hochschule Harz – Hochschule für angewandte Wissenschaften (FH): Fachbereich Verwaltungswissenschaften
- Kirchenmusikalisches Seminar Halberstadt der Kirchenprovinz Sachsen
- Kaufmännische Privatschule Oskar Kämmer
- Bildungszentrum des Einzelhandels
- Bildungszentrum für Straßenverkehr
- Planetarium des Gymnasiums Martineum

Grundschulen
- Diesterweg
- Freiherr von Spiegel
- Johann Wolfgang von Goethe
- Miriam Lundner
- Anne Frank
- Evangelische Grundschule „St. Laurentius“

Sekundarschulen
- Anne Frank
- Am Gröpertor
- Freiherr Spiegel
- Walter Gemm

Gymnasium
- Gymnasium Halberstadt[64] am 1. August 2023 entstanden aus Fusion von:
  - Martineum
  - Käthe Kollwitz

Förderschulen
- Albert Schweitzer-Schule, Förderschule mit dem Förderschwerpunkt Lernen
- Carl-Kehr-Schule, Landesbildungszentrum für Hörgeschädigte
- Reinhard-Lakomy-Schule, Förderschule mit dem Förderschwerpunkt geistige Entwicklung

Sonstige Schulen
- Kreisvolkshochschule
- Kreismusikschule
- Musikschule Schicker

### Medien
Als Tageszeitung erscheint die Halberstädter Volksstimme. Seit 1990 wird zweimal wöchentlich der General-Anzeiger verteilt. Die Harzzeit ist ein monatliches Magazin für den Harzkreis, die von der Ideen:Gut OHG in einer Auflage von 120.000 Exemplaren herausgegeben wird. Die gleiche Agentur publiziert monatlich das Hochglanz-Stadtmagazin Martini (22.000 Exemplare). In Halberstadt hat der Regionalfernsehsender RFH seinen Sitz.

## Religionen

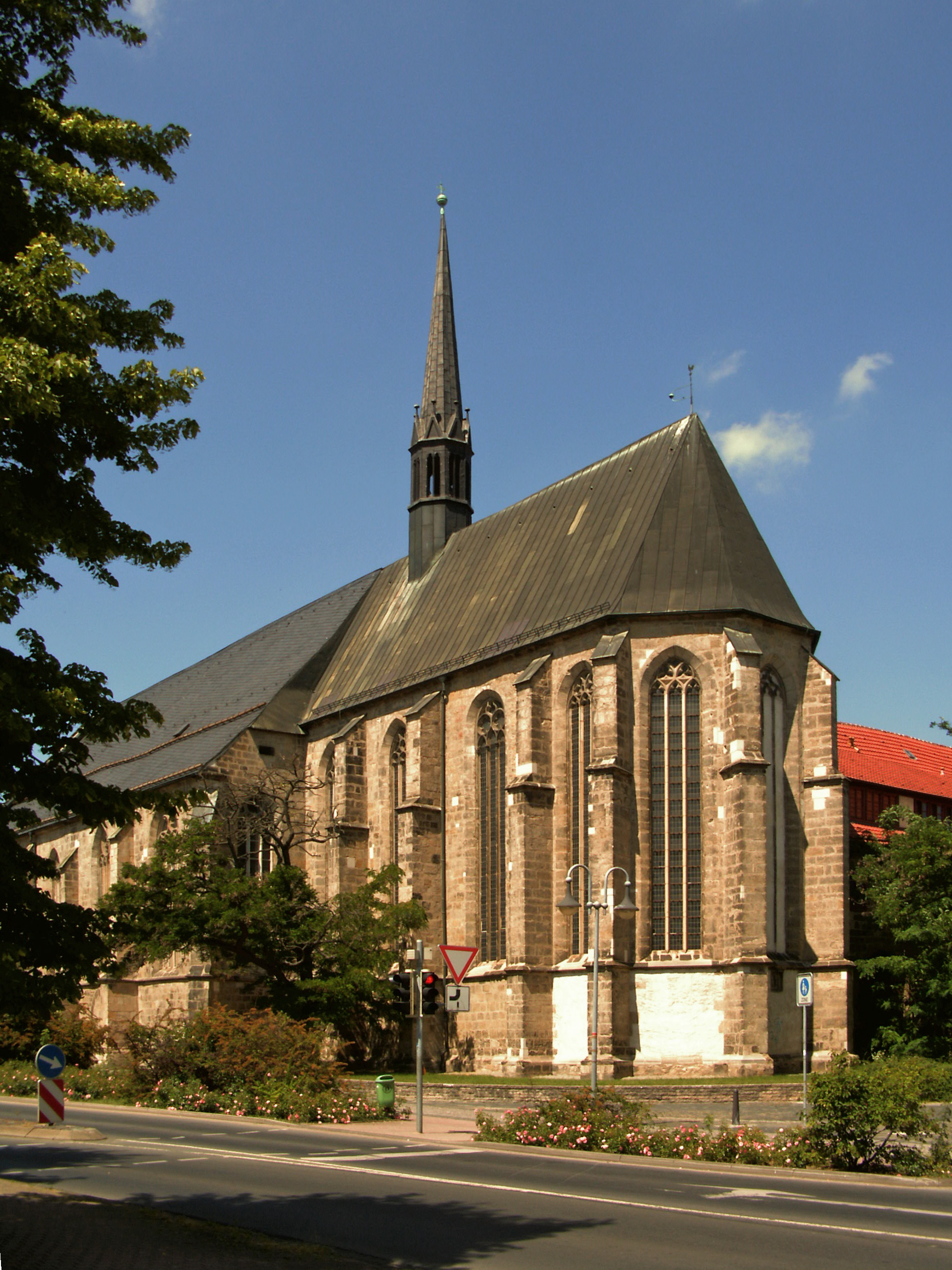
St.-Katharina-u.-Barbara-Kirche

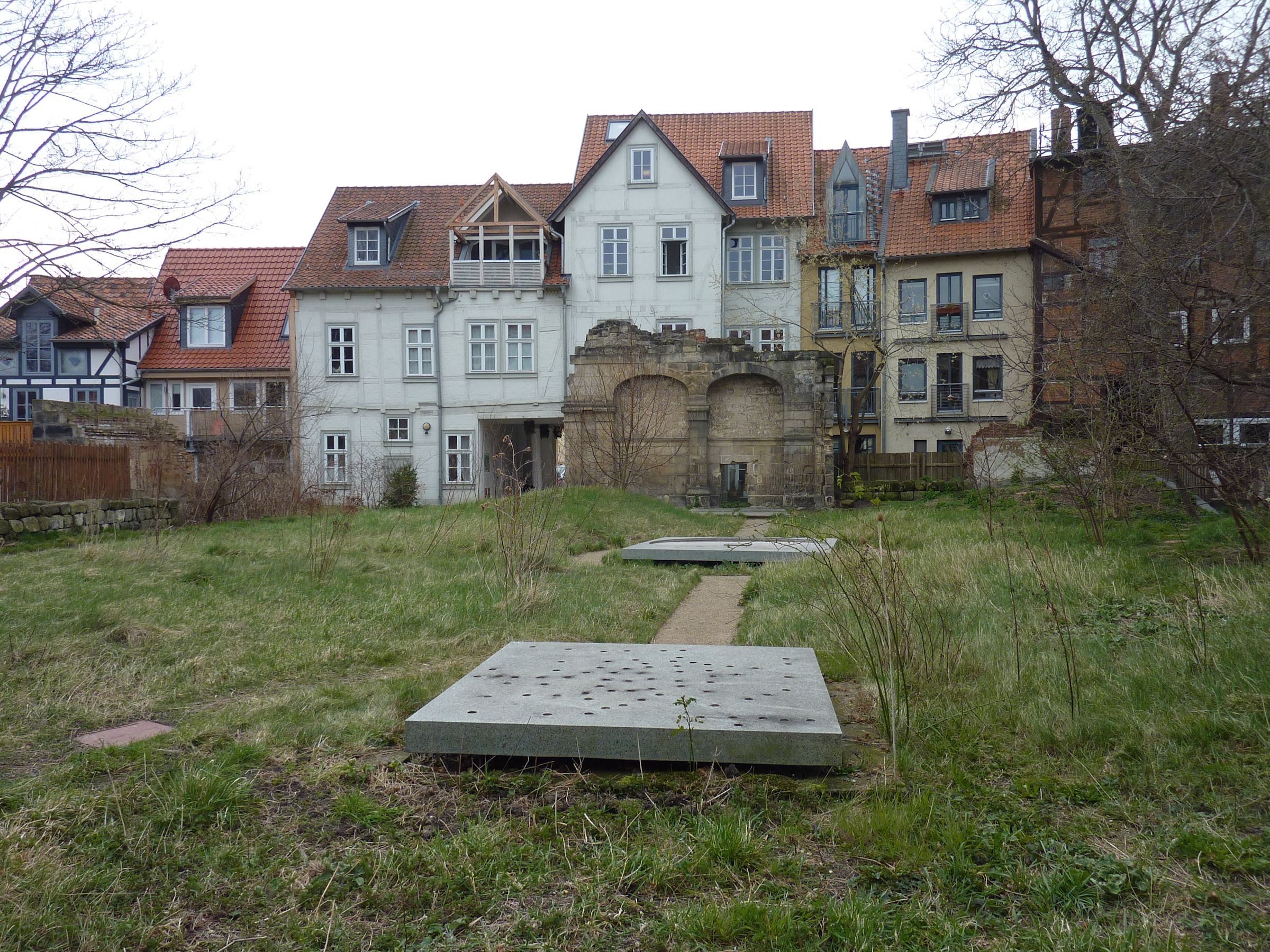
Die Überreste der Synagoge Halberstadt

Der evangelisch-lutherische Kirchenkreis Halberstadt gehört zur Evangelischen Kirche in Mitteldeutschland. Dazu gehören in Halberstadt der Dom St. Stephanus sowie die Kirchen St. Johannis, Liebfrauen, St. Martini und St. Moritz, ferner die Cecilienstift-Kapelle und das Kirchenmusikalische Seminar Halberstadt. Weitere evangelische Kirchen befinden sich in eingemeindeten Ortschaften.
Das katholische Dekanat Halberstadt gehört zum Bistum Magdeburg. Dazu gehört in Halberstadt die Pfarrei St. Burchard mit der Pfarrkirche St. Katharina u. Barbara, der ehemaligen Klosterkirche St. Andreas, den katholischen Kirchen in Adersleben und Gröningen sowie ehemals Langenstein (Kirche jetzt evangelisch). An der Kirche St. Andreas befand sich bis 2020 ein Kloster der Franziskaner, an der Kirche St. Katharina u. Barbara ein Konvent der Karmelitinnen vom Göttlichen Herzen Jesu.
Der neuapostolische Bezirk Halberstadt gehört zur Neuapostolischen Kirche Mitteldeutschland. Zu ihm gehört in Halberstadt die gleichnamige Gemeinde mit ihrer Kirche an der Gleimstraße.
Die Zionsgemeinde Halberstadt gehört zur Selbständigen Evangelisch-Lutherischen Kirche. Die Gemeinde trifft sich in der Kapelle im Campestift, ihre Zionskapelle fiel im April 1945 einem Bombenangriff zum Opfer und wurde nicht wieder aufgebaut.
Die Evangelisch-Freikirchliche Gemeinde Halberstadt (Baptisten) gehört zum Bund Evangelisch-Freikirchlicher Gemeinden, die Pfingstgemeinde Halberstadt zum Bund Freikirchlicher Pfingstgemeinden. Auch die Kirche Jesu Christi der Heiligen der Letzten Tage (Mormonen) ist mit einer Gemeinde in Halberstadt vertreten.
Das im 17. oder 18. Jahrhundert gegründete Ursulinenkloster bestand bis 1810 und wurde im Zweiten Weltkrieg zerstört. Das ehemalige Kloster St. Burchardi wird heute für verschiedene kulturelle und wirtschaftliche Aktivitäten genutzt. Die mittelalterliche Siechenhofkapelle St. Georg ist als Ruine erhalten und steht seit 1992 unter Denkmalschutz.
Halberstadts Einwohner waren zeitweise im 18. Jahrhundert zu 8 % Juden. Der berühmte Hoffaktor Issachar Berend Lehmann lebte hier. Die Synagoge wurde 1938 abgebrochen, die letzten Mitglieder der jüdischen Gemeinde Halberstadts wurden 1942 deportiert. An die jüdische Geschichte in Halberstadt erinnern die drei jüdischen Friedhöfe (siehe Abschnitt „Jüdische Friedhöfe“) sowie seit 1995 die Moses-Mendelssohn-Akademie mit ihren Einrichtungen.